# رواندا
رُوَنْدَة أو رواندا، رسميًا جمهورية رواندا، دولة غير ساحلية تقع في الوادي المتصدع الكبير (الأخدود الأفريقي العظيم)، حيث تلتقي منطقة البحيرات الكبرى الأفريقية وشرق إفريقيا. تعد واحدة من أصغر البلدان في البر الرئيسي الأفريقي، وعاصمتها هي كيغالي. تقع رواندا على بعد درجات قليلة جنوب خط الاستواء، وتحدها أوغندا وتنزانيا وبوروندي وجمهورية الكونغو الديمقراطية. تعد رواندا دولة مرتفعة للغاية، ما يمنحها لقب «الأرض ذات الألف تل»، حيث تسود جغرافيتها الجبال في الغرب والسافانا في الشرق، مع العديد من البحيرات في جميع أنحاء البلاد. مناخ رواندا معتدل إلى شبه استوائي، مع موسمين ممطرين وموسمين جافين كل عام. يبلغ عدد سكان رواندا أكثر من 12.6 مليون نسمة يعيشون على 26338 كيلومتر مربع (10169 ميل مربع) من الأرض، وهي الدولة الإفريقية الأكثر كثافة سكانية.
يشكل الشباب نسبة كبيرة من عدد السكان وغالبيتهم من الريف، ينحدر الروانديون من مجموعة ثقافية ولغوية واحدة، وهي مجموعة بانيارواندا. ومع ذلك، يوجد ضمن هذه المجموعة ثلاث مجموعات فرعية: الهوتو والتوتسي والتوا. التوا يعيشون في الغابات وكانوا يمتهنون الصيد لجمع قوتهم وغالبًا ما يُعتبرون من نسل السكان الأوائل لرواندا. يختلف العلماء حول أصول الهوتو والتوتسي والاختلافات بينهم؛ يعتقد البعض أن الاختلافات مشتقة من طبقات اجتماعية سابقة داخل شعب واحد، بينما يعتقد البعض الآخر أن الهوتو والتوتسي وصلوا إلى البلاد بشكل منفصل ومن مواقع مختلفة. يعتنق معظم سكان البلاد الديانة المسيحية. اللغة الرئيسية هي كينيارواندا، التي يتحدث بها معظم الروانديين، مع استخدام الإنجليزية والفرنسية كلغات رسمية إضافية. دولة رواندا ذات السيادة لديها نظام حكم رئاسية، الرئيس الحالي هو بول كاغامه من الجبهة الوطنية الرواندية (آر بّي إف)، والذي خدم بشكل مستمر منذ عام 2000. واليوم، تمتلك رواندا مستويات منخفضة من الفساد مقارنة بالدول المجاورة، على الرغم من أن منظمات حقوق الإنسان أبلغت عن قمع جماعات المعارضة، والترهيب والقيود المفروضة على حرية التعبير. حكم البلد بتسلسل هرمي إداري صارم منذ فترات ما قبل الاستعمار؛ هناك خمس مقاطعات جرى رسمها بالحدود في عام 2006. رواندا هي واحدة من ثلاث دول فقط في العالم ذات أغلبية نسائية في البرلمان الوطني، والبلدين الآخرين هما بوليفيا وكوبا.
استقر التوا (الباحثون عن الطعام، الصيادون) في المنطقة خلال العصور الحجرية والحديدية، تلتهم شعوب البانتو لاحقًا. اندمج السكان أولًا في العشائر ثم في الممالك. هيمنت مملكة رواندا منذ منتصف القرن الثامن عشر، إذ غزا ملوك التوتسي الآخرين عسكريًا، واستولوا على السلطة ثم سنوا لاحقًا سياسات مناهضة للهوتو. استعمرت ألمانيا رواندا في عام 1884 كجزء من شرق إفريقيا الألمانية، تلتها بلجيكا التي غزت البلاد في عام 1916 خلال الحرب العالمية الأولى. وحكمت كلتا الدولتين الأوروبيتين من خلال الملوك وأرستا سياسة مؤيدة للتوتسي. ثار سكان الهوتو في عام 1959، ذبحوا العديد من التوتسي وأسسوا في نهاية المطاف جمهورية مستقلة يهيمن عليها الهوتو في عام 1962. شهد الانقلاب العسكري عام 1973 تغييرًا في القيادة، لكن السياسة المؤيدة للهوتو بقيت قائمة. شنت الجبهة الوطنية الرواندية التي يقودها التوتسي حربًا أهلية في عام 1990. وقُتل رئيسا رواندا وبوروندي -كلاهما من الهوتو- عندما أسقطت طائرتهما في 6 أبريل 1994. واندلعت التوترات الاجتماعية في الإبادة الجماعية عام 1994 التي أعقبت ذلك. قتل المتطرفون ما يقدر بنحو 500,000 - 1,000,000 من التوتسي والمعتدلين الهوتو. أنهت الجبهة الوطنية الرواندية الإبادة الجماعية بانتصار عسكري.
عانى الاقتصاد النامي في رواندا بشدة في أعقاب الإبادة الجماعية عام 1994، لكنه تعزز منذ ذلك الحين. ويستند الاقتصاد في معظمه إلى زراعة الكفاف. تعد القهوة والشاي المواد الرئيسية للتصدير. السياحة قطاع سريع النمو وهو الآن أكبر مصدر للعملات الأجنبية في البلاد. تعد رواندا واحدة من دولتين فقط يمكن فيهما زيارة الغوريلا الجبلية بأمان، ويدفع الزوار أسعارًا عالية للحصول على تصاريح تتبع الغوريلا. تعد الموسيقى والرقص جزءًا لا يتجزأ من الثقافة الرواندية، ولا سيما الطبول والرقص الداخلي عالي التصميم. تنتج الفنون والحرف التقليدية في جميع أنحاء البلاد، بما في ذلك الإميغونغو، وهو فن فريد من نوعه يصنع من روث البقر.
تخضع رواندا لنظام رئاسي موحد مع برلمان من مجلسين تحكمه الجبهة الوطنية الرواندية منذ عام 1994. الدولة عضو في الاتحاد الأفريقي والأمم المتحدة وكومنولث الأمم والكوميسا والمنظمة الدولية للناطقين بالفرنسية ومجموعة شرق إفريقيا.

## التاريخ

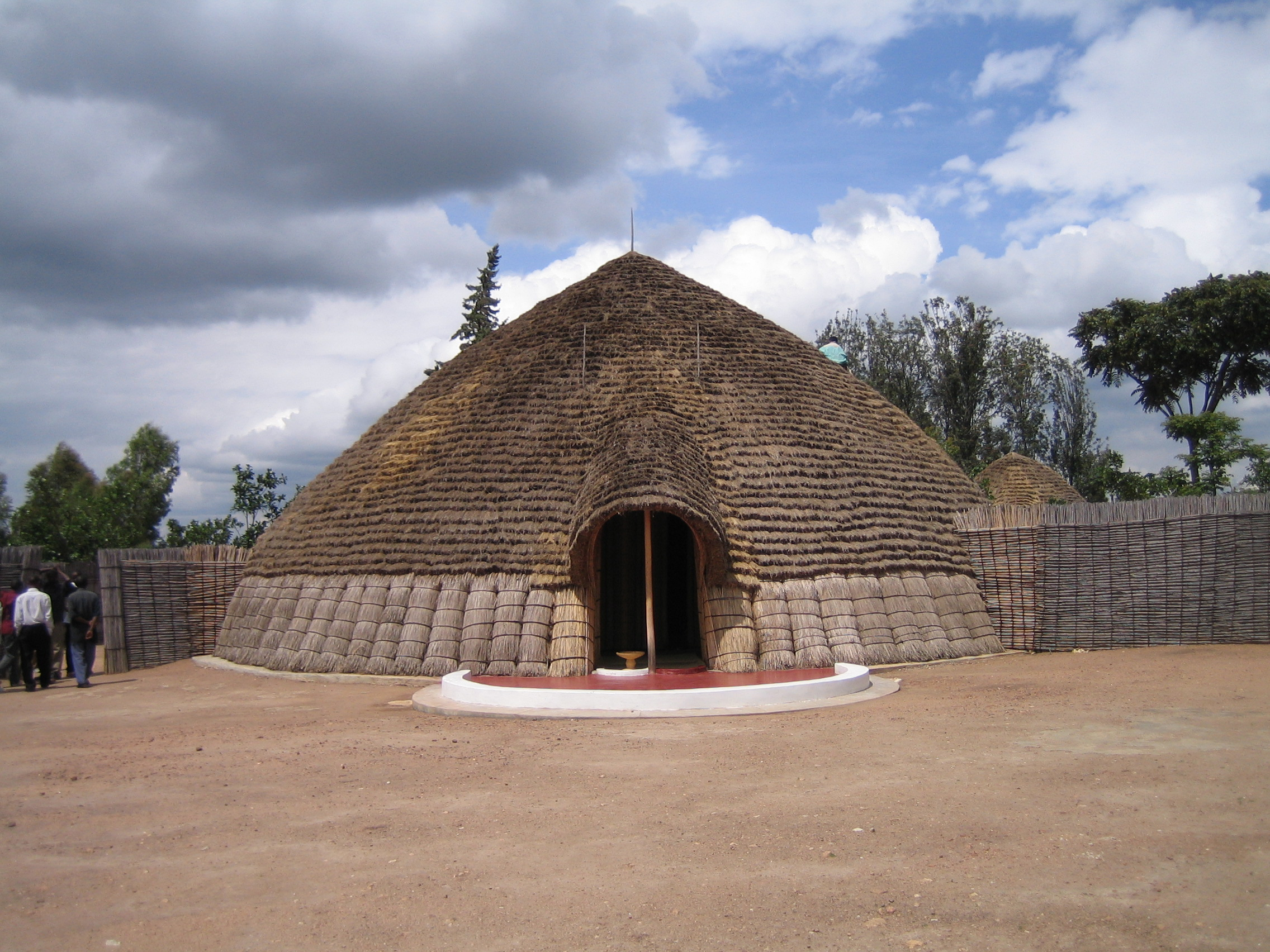
إعادة بناء قصر الملك القديم في نيانزا.

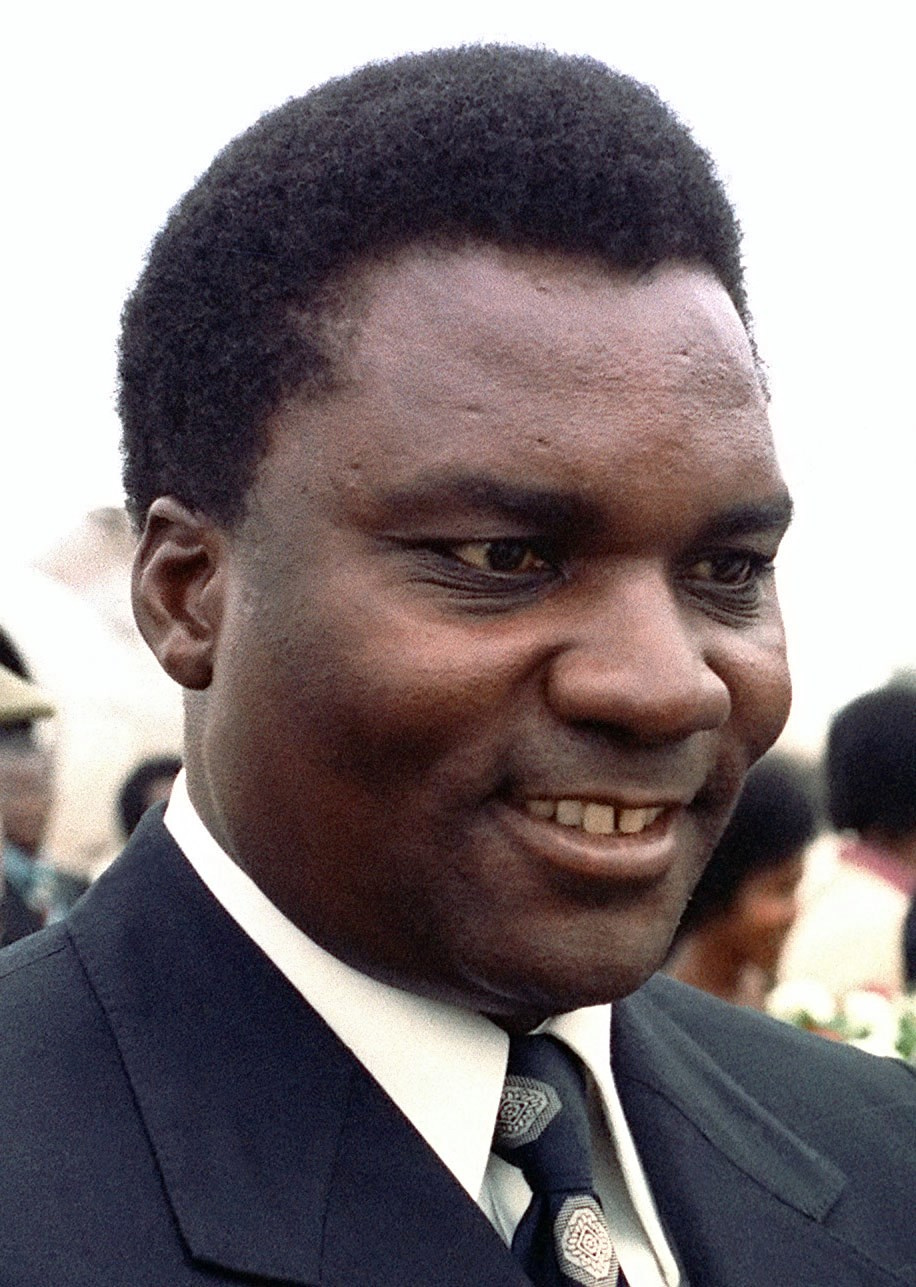
جوفينال هابياريمانا، الرئيس من 1973 إلى 1994

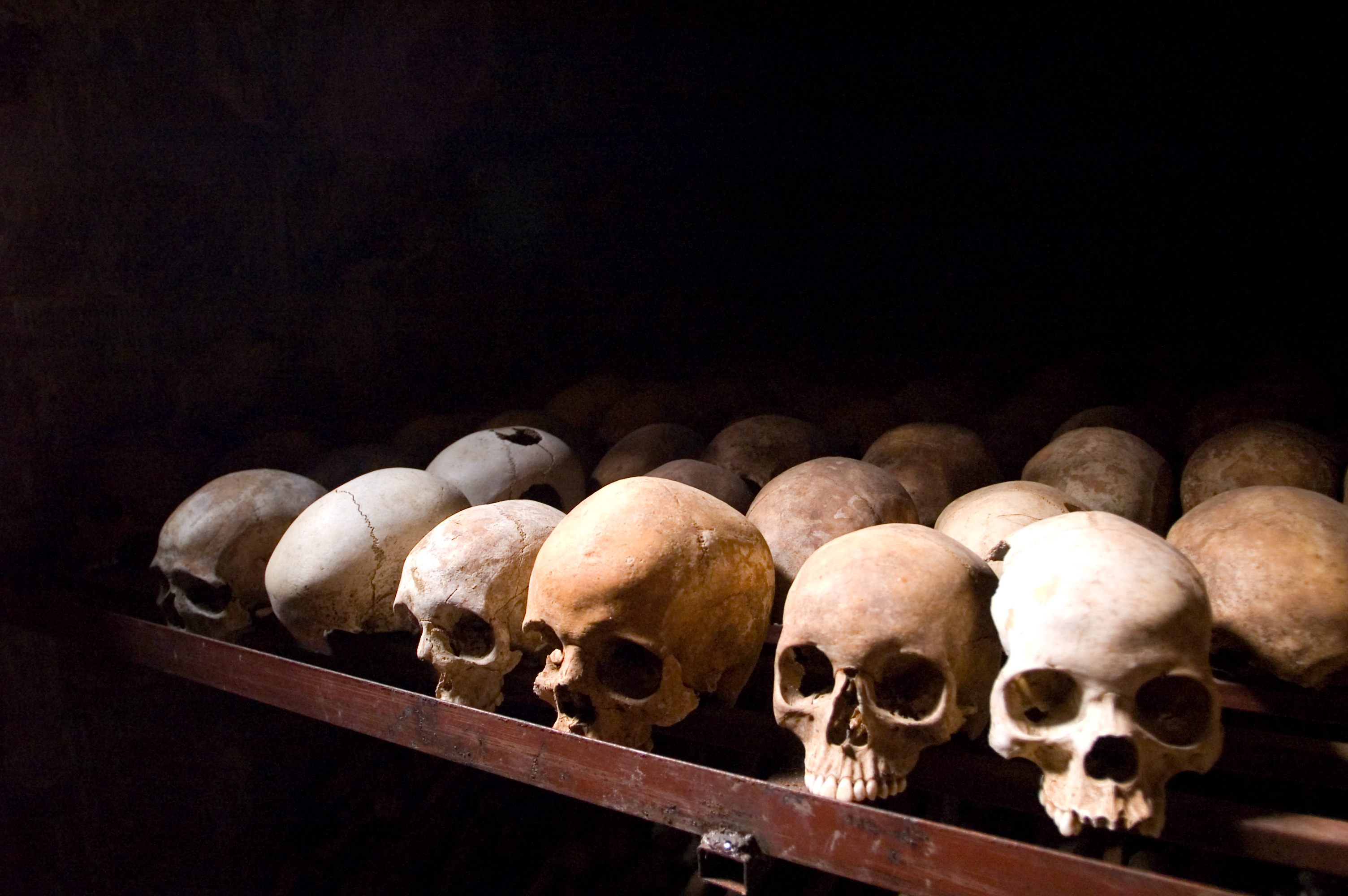
جماجم بشرية في نصب نياما التذكاري للإبادة الجماعية

يعود تاريخ الاستيطان البشري الحديث لما يعرف الآن برواندا إلى آخر فترة جليدية، إما في العصر الحجري الحديث حوالي 80.000 قبل الميلاد، أو في الفترة الطويلة الرطبة التي تلت ذلك، حتى حوالي 30.000 قبل الميلاد. كشفت الحفريات الأثرية عن أدلة على قلة استيطان الباحثين عن الطعام في أواخر العصر الحجري، تلاهم عدد أكبر من المستوطنين في العصر الحديدي، الذين أنتجوا أدوات فخارية وأدوات حديدية مقلمة. كان هؤلاء السكان الأوائل أسلاف توا، وهم من السكان الأصليين الباحثين عن الطعام الأقزام الذين بقوا في رواندا اليوم. بين 700 قبل الميلاد و1500 بعد الميلاد، هاجر عدد من مجموعات البانتو إلى رواندا، من أجل تطهير أراضي الغابات للزراعة. فقدت توا التي تعيش في الغابة الكثير من موطنها وانتقلت إلى المنحدرات الجبلية. يمتلك المؤرخون نظريات عديدة بخصوص طبيعة هجرات البانتو. تقول إحدى النظريات أن المستوطنين الأوائل كانوا من الهوتو، بينما هاجر التوتسي فيما بعد لتشكيل مجموعة عرقية مميزة، ربما من أصل نيلو-هاميت. النظرية البديلة هي أن الهجرة كانت بطيئة وثابتة، مع اندماج المجموعات القادمة في المجتمع الحالي بدلًا من قهره. في ظل هذه النظرية، نشأ التمييز بين الهوتو والتوتسي لاحقًا وكان تمييزًا طبقيًا وليس عنصريًا.
كان أول شكل من أشكال التنظيم الاجتماعي في المنطقة هو العشيرة (أبوكو). لم تقتصر العشائر على سلالات الأنساب أو المنطقة الجغرافية، وشملت معظمها الهوتو والتوتسي والتوا. من القرن الخامس عشر، بدأت العشائر في الاندماج ضمن ممالك؛ بحلول عام 1700 كان هناك نحو ثماني ممالك موجودة في رواندا الحالية. واحدة من هذه، مملكة رواندا، التي تحكمها عشيرة التوتسي نيجينيا، هيمنت بشكل متزايد منذ منتصف القرن الثامن عشر. وصلت المملكة إلى أقصى حد لها خلال القرن التاسع عشر في عهد الملك كيجيلي روابوجيري. غزا روابوجيري عدة ولايات أصغر، ووسع المملكة غربًا وشمالًا، وشرع في إصلاحات إدارية. وشملت هذه الأبوكو، التي تنازل فيها رعاة التوتسي عن الماشية، للهوتو أو التوتسي مقابل خدمات اقتصادية وشخصية، وأوبوريتوا، وهو نظام للسفن أجبر فيه الهوتو على العمل مع زعماء التوتسي. تسببت التغييرات التي أجراها روابوجيري في نمو الخلاف بين سكان الهوتو والتوتسي. كانت توا أفضل حالًا مما كانت عليه في أيام ما قبل المملكة، إذ أصبح بعضهم راقصين في البلاط الملكي، لكن أعدادهم استمرت في الانخفاض.
خصص مؤتمر برلين عام 1884 المنطقة لألمانيا كجزء من شرق إفريقيا الألمانية، الأمر الذي مثّل بداية الحقبة الاستعمارية. كان المستكشف غوستاف أدولف من غوتزين أول أوروبي يستكشف البلاد كثيرًا في عام 1894؛ عبر من الجنوب الشرقي إلى بحيرة كيفو والتقى بالملك. لم يغير الألمان البنية الاجتماعية للبلاد كثيرًا، لكنهم مارسوا نفوذًا من خلال دعم الملك والتسلسل الهرمي الحالي وتفويض السلطة إلى الزعماء المحليين. سيطرت القوات البلجيكية على رواندا وبوروندي في عام 1916 -خلال الحرب العالمية الأولى- لتبدأ فترة من الحكم الاستعماري المباشر. حكمت بلجيكا كل من رواندا وبوروندي تحت تفويض من عصبة الأمم يسمى رواندا-أوروندي. قام البلجيكيون أيضًا بتبسيط ومركزة هيكل السلطة، وقدموا مشاريع واسعة النطاق في التعليم والصحة والأشغال العامة والإشراف الزراعي، بما في ذلك المحاصيل الجديدة والتقنيات الزراعية المحسنة في محاولة للحد من حدوث المجاعة. روج كل من الألمان والبلجيكيين لتفوق التوتسي، مع الأخذ في الاعتبار أعراق الهوتو والتوتسي المختلفة. في عام 1935، قدمت بلجيكا بطاقات هوية تحمل علامات على كل فرد على أنه إما التوتسي أو الهوتو أو توا أو «متجنس». في حين أنه كان من الممكن في السابق أن يصبح الهوتو الأثرياء خصوصًا من التوتسي الفخريين، إلا أن بطاقات الهوية منعت أي حركة أخرى بين الطبقات.
استمرت بلجيكا في حكم رواندا-أوروندي (التي شكلت رواندا الجزء الشمالي منها) باعتبارها إقليمًا مشمولًا بوصاية الأمم المتحدة بعد الحرب العالمية الثانية، مع تفويض للإشراف على الاستقلال في نهاية المطاف. تصاعدت التوترات بين التوتسي، الذين فضلوا الاستقلال المبكر، وحركة تحرير الهوتو، حتى بلغت ذروتها في الثورة الرواندية عام 1959: بدأ نشطاء الهوتو بقتل التوتسي وتدمير منازلهم، ما أجبر أكثر من 100000 شخص على البحث عن ملاذ في البلدان المجاورة. في عام 1961، أجرى البلجيكيون المؤيدون للهوتو استفتاء مفاجئ صوتت فيه البلاد من أجل إلغاء النظام الملكي. انفصلت رواندا عن بوروندي وحصلت على استقلالها في 1 يوليو 1962 -اليوم الذي يحتفل به بعيد الاستقلال- وهو يوم عطلة وطنية. أعقب ذلك حركات عنف، مع هجوم منفيين من التوتسي من البلدان المجاورة ورد الهوتو بذبح وقمع على نطاق واسع للتوتسي. في عام 1973، تولى جوفينال هابياريمانا السلطة في انقلاب عسكري. استمر التمييز بين المؤيدين للهوتو، ولكن كان هناك ازدهار اقتصادي أكبر ومقدار أقل من العنف ضد التوتسي. بقيت قبيلة توا مهمشة، وبحلول عام 1990 أجبرتها الحكومة بالكامل تقريبًا على الخروج من الغابات؛ أصبح الكثير متسولين. زاد عدد سكان رواندا من 1.6 مليون شخص في عام 1934 إلى 7.1 مليون في عام 1989، ما أدى إلى بدء التنافس على الأرض.
في عام 1990، غزت الجبهة الوطنية الرواندية (آر بّي إف)، وهي مجموعة متمردة تتألف من ما يقرب من 500000 لاجئ من التوتسي شمال رواندا من قاعدتها في أوغندا، ما أدى إلى اندلاع الحرب الأهلية الرواندية. وأدانت المجموعة الحكومة التي يهيمن عليها الهوتو لفشلها في التحول إلى الديمقراطية ومواجهة المشاكل التي تواجه هؤلاء اللاجئين. لم يتمكن أي من الجانبين من الحصول على تقدم حاسم في الحرب، ولكن بحلول عام 1992 أضعفت سلطة هابياريمانا، إذ أجبرته المظاهرات الجماهيرية على التحالف مع المعارضة المحلية، وفي النهاية قام بالتوقيع على اتفاقيات أروشا لعام 1993 مع الجبهة الوطنية الرواندية. انتهى وقف إطلاق النار في 6 أبريل 1994 عندما أسقطت طائرة هابياريمانا بالقرب من مطار كيغالي، ما أدى إلى مقتله. كان إسقاط الطائرة بمثابة حافز للإبادة الجماعية في رواندا، التي بدأت في غضون ساعات قليلة. على مدار حوالي 100 يوم، قُتل ما بين 500000 و1000000 من التوتسي والهوتو المعتدلين سياسيًا في هجمات مخططة جيدًا بناءً على أوامر من الحكومة المؤقتة. وقُتل أيضًا العديد من التوا، على الرغم من عدم استهدافهم بشكل مباشر.
استأنفت الجبهة الوطنية الرواندية التوتسي هجومها، وسيطرت على البلاد بشكل منهجي، واكتسبت السيطرة على البلاد بأكملها بحلول منتصف يوليو. كانت الاستجابة الدولية للإبادة الجماعية محدودة، مع إحجام القوى الكبرى عن تعزيز قوة حفظ السلام التابعة للأمم المتحدة المنهكة بالفعل. عندما استولت الجبهة الوطنية الرواندية على زمام الأمور، فر ما يقرب من مليوني شخص من الهوتو إلى البلدان المجاورة، ولا سيما زائير، خوفًا من الانتقام؛ بالإضافة إلى ذلك، كان الجيش بقيادة الجبهة الوطنية الرواندية أحد المحاربين الرئيسيين في حربي الكونغو الأولى والثانية. داخل رواندا، بدأت فترة من المصالحة والعدالة، مع إنشاء المحكمة الجنائية الدولية لرواندا وإعادة العمل بنظام غاكاكا، وهو نظام محاكم القرية التقليدي. منذ عام 2000، نما اقتصاد رواندا، وازدادت أعداد السائحين، ومؤشر التنمية البشرية بسرعة؛ بين عامي 2006 و2011 انخفض معدل الفقر من 57% إلى 45%، بينما ارتفع متوسط العمر المتوقع من 46.6 سنة في عام 2000 إلى 65.4 سنة في عام 2021.

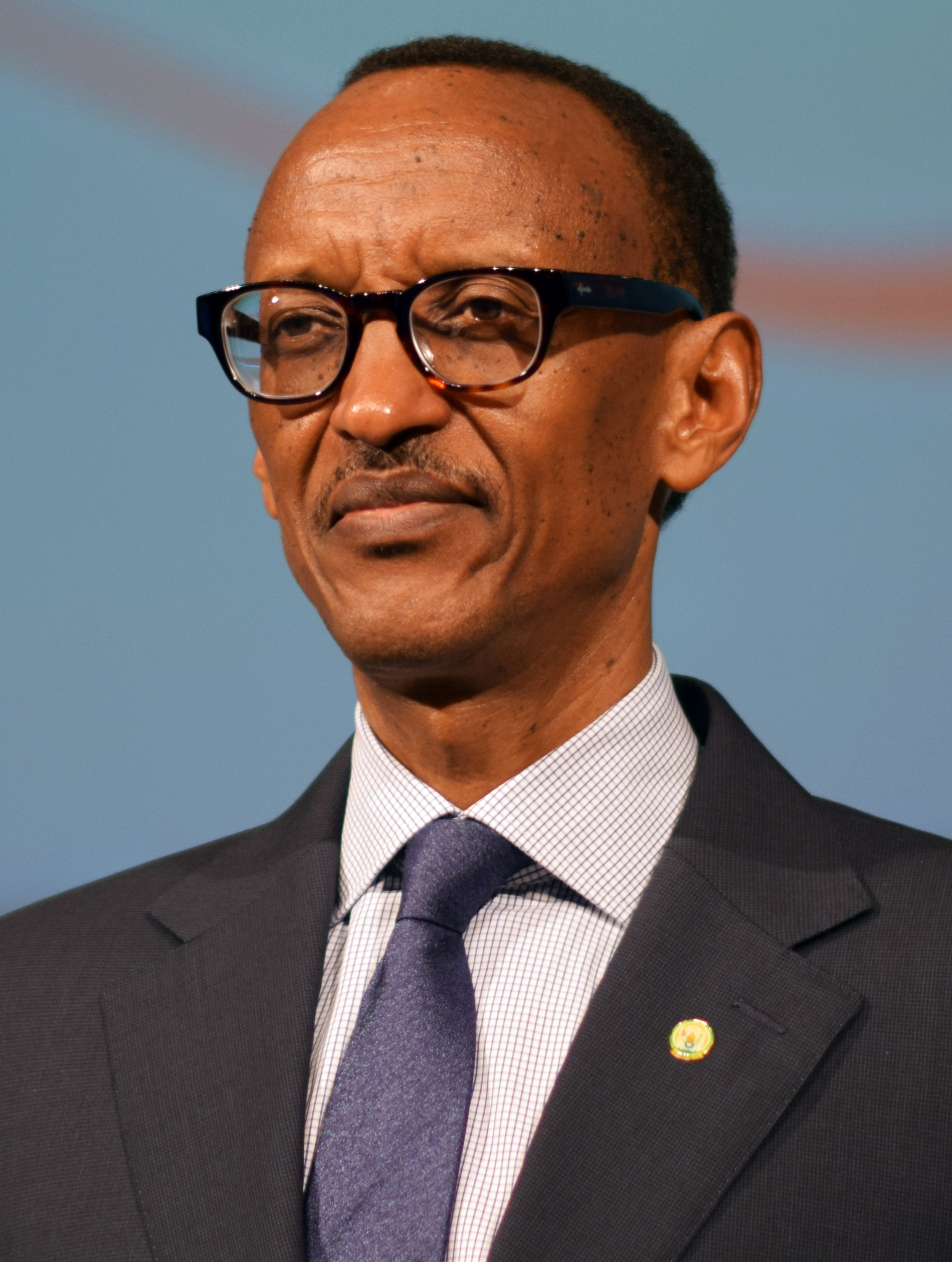
الرئيس الرواندي بول كاغامه

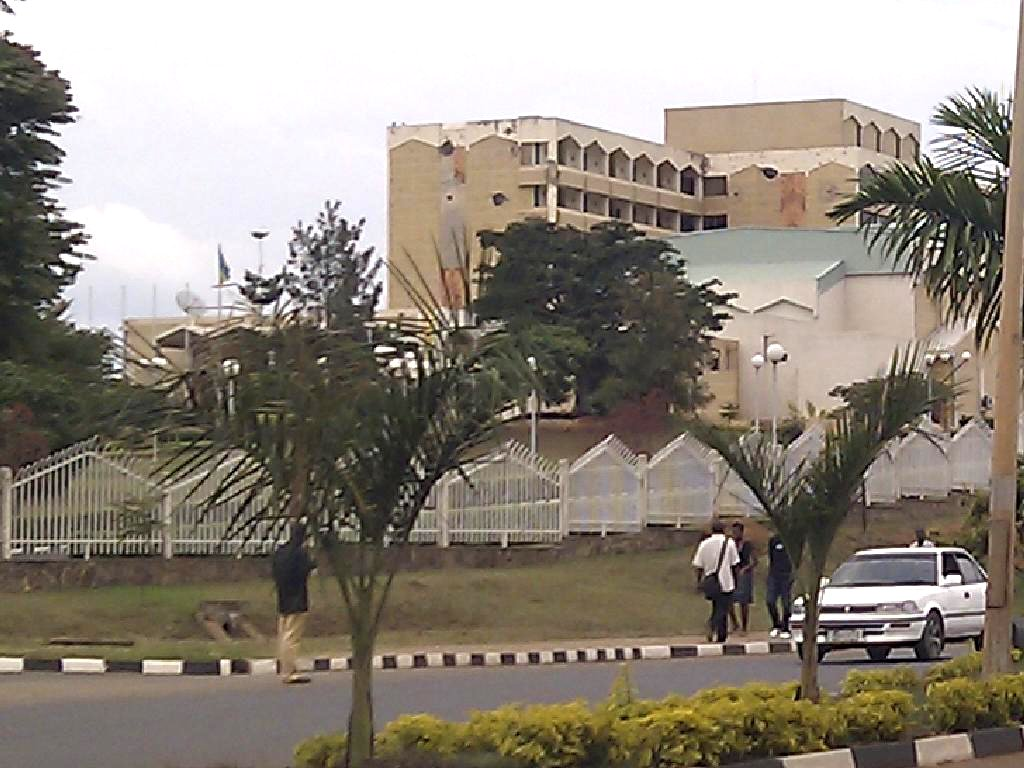
مبنى مجلس النواب

## السياسة والحكومة

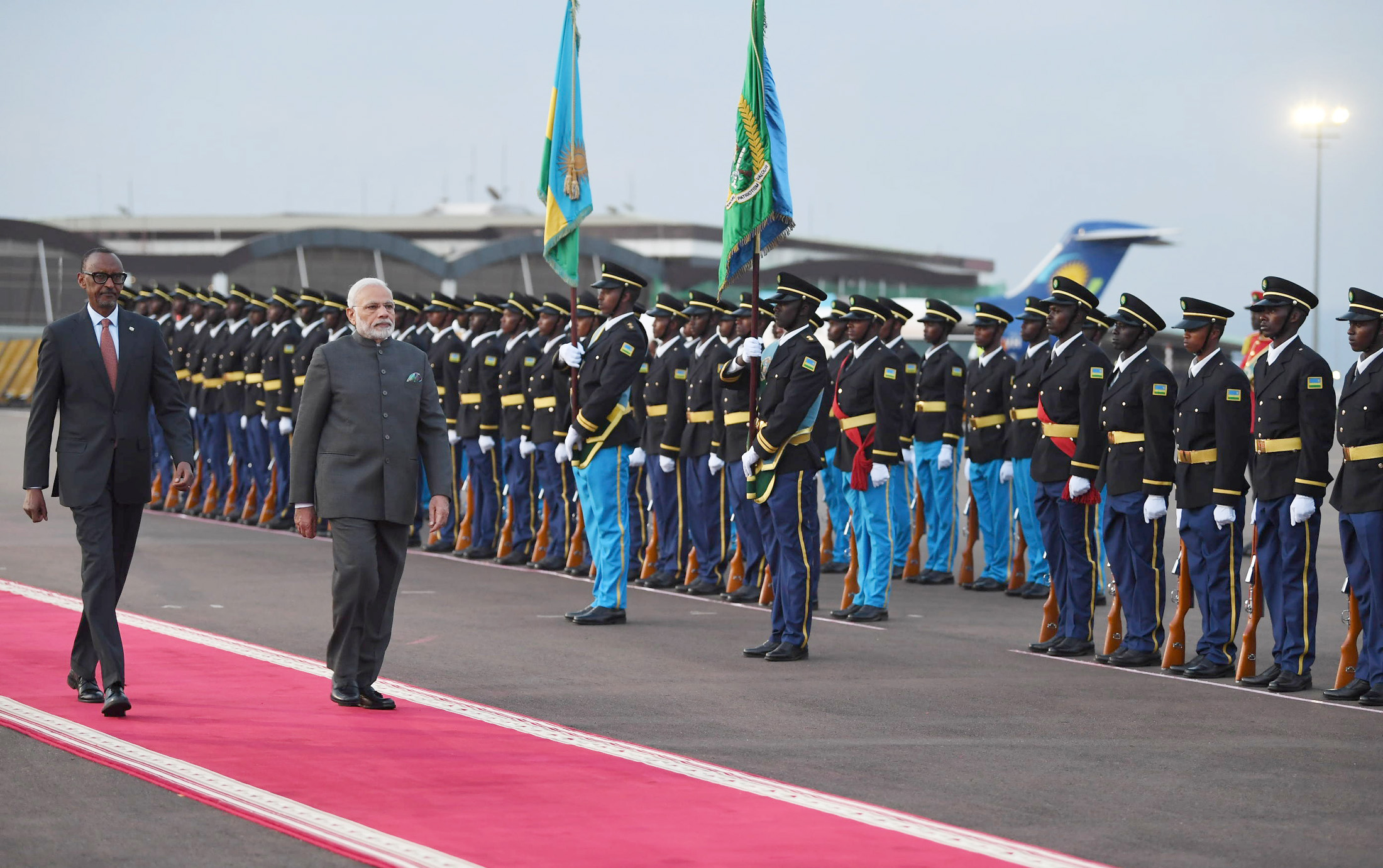
قوات الدفاع الرواندية تقدم حرس الشرف.

رئيس رواندا هو رئيس الدولة، ويمتلك سلطات واسعة بما في ذلك وضع السياسة بالاشتراك مع مجلس الوزراء، وممارسة حق العفو، وقيادة القوات المسلحة، والتفاوض والتصديق على المعاهدات، وتوقيع أوامر رئاسية، وإعلان الحرب أو حالة الطوارئ. يُنتخب الرئيس بالاقتراع الشعبي كل سبع سنوات، ويعين رئيس الوزراء وجميع أعضاء مجلس الوزراء الآخرين. الرئيس الحالي هو بول كاغامه، الذي تولى منصبه بعد استقالة سلفه باستور بيزيمونغو في عام 2000. فاز كاغامه في وقت لاحق في الانتخابات في عامي 2003 و2010، على الرغم من أن منظمات حقوق الإنسان انتقدت هذه الانتخابات إذ فسرت فوزه بها على أنه أتى «من خلال زيادة القمع السياسي وقمع حرية التعبير». كانت المادة 101 من الدستور قد حددت الرؤساء في السابق بفترتين في المنصب، ولكن قد جرى تغيير ذلك في استفتاء عام 2015، والذي قدم بعد استلام عريضة موقعة من 3.8 مليون رواندي. من خلال هذا التغيير في الدستور، يمكن بقاء كاغامه في منصب الرئيس حتى عام 2034. انتخب كاغامه لولاية ثالثة في عام 2017 بنسبة 98.79% من الأصوات.
جرى تبني الدستور بعد استفتاء عام 2003 ليحل محل الدستور الانتقالي الذي كان معمولًا به منذ 1994. ينص الدستور على نظام حكم متعدد الأحزاب، تقوم السياسة على أساس الديمقراطية والانتخابات. ومع ذلك، يضع الدستور شروطًا لكيفية عمل الأحزاب السياسية. تنص المادة 54 على أنه «يُحظر على المنظمات السياسية تأسيس نفسها على أساس العرق أو المجموعة الإثنية أو القبيلة أو العشيرة أو المنطقة أو الجنس أو الدين أو أي تقسيم آخر قد يؤدي إلى التمييز». سنت الحكومة أيضًا قوانين تجرم أيديولوجية الإبادة الجماعية، والتي يمكن أن تشمل الترهيب وخطابات التشهير وإنكار الإبادة الجماعية والسخرية من الضحايا. وطبقًا لـ«هيومن رايتس ووتش»، فإن هذه القوانين تجعل من رواندا دولة ذات حزب واحد، لأنه «تحت ستار منع إبادة جماعية أخرى، تُظهر الحكومة عدم تسامح واضح مع أبسط أشكال المعارضة». انتقدت منظمة العفو الدولية ذلك أيضًا. ذكرت منظمة العفو في تقريرها لعام 2014/2015 إن القوانين المناهضة للتحريض على العصيان أو الاضطرابات بين السكان قد استُخدمت لسجن الأشخاص «لممارستهم المشروعة لحقهم في حرية تكوين الجمعيات أو التعبير».
يتكون البرلمان من مجلسين. يضع التشريع ويفوضه الدستور للإشراف على أنشطة الرئيس ومجلس الوزراء. المجلس الأدنى هو مجلس النواب، الذي يضم 80 عضوًا لمدة خمس سنوات. أربعة وعشرون من هذه المقاعد محجوزة للنساء، ينتخبن من خلال جمعية مشتركة لمسؤولي الحكومة المحلية؛ ثلاثة مقاعد أخرى محجوزة للشباب والأعضاء ذوي الاحتياجات الخاصة؛ أما الباقون وعددهم 53، فيُنتخبون بالاقتراع العام بموجب نظام التمثيل النسبي. بعد انتخابات 2018، كان هناك 49 نائبة، أقل من 51 في عام 2013؛ اعتبارًا من عام 2020، تعد رواندا واحدة من ثلاث دول فقط بها أغلبية نسائية في البرلمان الوطني. المجلس الأعلى هو مجلس الشيوخ المؤلف من 26 مقعدًا، ويختار أعضائه من قبل مجموعة متنوعة من الهيئات. 30% كحد أدنى إلزامي من أعضاء مجلس الشيوخ من النساء. يخدم أعضاء مجلس الشيوخ لمدة ثماني سنوات.
يعتمد النظام القانوني في رواندا إلى حد كبير على أنظمة القانون المدني الألماني والبلجيكي والقانون العرفي. السلطة القضائية مستقلة عن السلطة التنفيذية، على الرغم من مشاركة الرئيس ومجلس الشيوخ في تعيين قضاة المحكمة العليا. أشادت هيومن رايتس ووتش بالحكومة الرواندية للتقدم الذي أحرزته في تحقيق العدالة، بما في ذلك إلغاء عقوبة الإعدام، لكنها تزعم أيضًا أن أعضاء الحكومة يتدخلون في النظام القضائي، كتعيين القضاة لدوافع سياسية مثلًا، وسوء استخدام النيابة العامة، والضغط على القضاة من أجل اتخاذ قرارات معينة. ينص الدستور على نوعين من المحاكم: عادية ومتخصصة. المحاكم العادية هي المحكمة العليا والمحاكم الإقليمية، بينما المحاكم المتخصصة هي محاكم عسكرية ونظام المحاكم تجارية المنشأ في 2011 لتسريع الدعاوى التجارية. بين عامي 2004 و2012، كان نظام محاكم غاشاشا ساري المفعول. أحيت محاكم غاشاشا -وهي محكمة تقليدية رواندية تديرها القرى والمجتمعات- من أجل تسريع محاكمات المشتبه في ارتكابهم جرائم الإبادة الجماعية. نجحت المحكمة في تصفية قضايا الإبادة الجماعية المتراكمة، لكنها تعرضت لانتقادات من قبل جماعات حقوق الإنسان لأنها لا تفي بالمعايير القانونية العادلة.
تعد رواندا من الدول ذات مستوى فساد منخفض مقارنة بمعظم البلدان الأفريقية الأخرى؛ في عام 2014، صنفت منظمة الشفافية الدولية رواندا في المرتبة الخامسة من بين 47 دولة في أفريقيا جنوب الصحراء، والمرتبة 55 من أصل 175 في العالم. ينص الدستور على تعيين أمين عام للتظلمات، تشمل واجباته منع ومكافحة الفساد. يطلب الدستور من المسؤولين العموميين (بما في ذلك الرئيس) التصريح عن ثرواتهم لمحقق الشكاوى وللجمهور؛ يوقف الذين لا يمتثلون للطلب عن العمل.
كانت الجبهة الوطنية الرواندية (آر بّي إف) هي الحزب السياسي المهيمن في البلاد منذ عام 1994. وقد حافظت الجبهة الوطنية الرواندية على سيطرتها على الرئاسة والبرلمان في الانتخابات الوطنية، إذ تجاوزت حصة أصوات الحزب باستمرار 70%. يُنظر إلى الجبهة الوطنية الرواندية على أنها حزب يهيمن عليه التوتسي ولكنها تتلقى الدعم من جميع أنحاء البلاد، ويُنسب إليها ضمان استمرار السلام والاستقرار والنمو الاقتصادي. منظمة حقوق الإنسان فريدم هاوس تزعم أن الحكومة تقمع حريات الجماعات المعارضة؛ زعمت فريدم هاوس في تقريرها لعام 2015 أن الجبهة الوطنية الرواندية «منعت أحزاب سياسية جديدة من التسجيل واعتقلت قادة العديد من الأحزاب القائمة، ومنعتهم فعليًا من تقديم مرشحين في الانتخابات». وتدعي منظمة العفو الدولية أن الجبهة الوطنية الرواندية تحكم رواندا «دون أي معارضة ذات مغزى».
رواندا عضو في الأمم المتحدة، والاتحاد الأفريقي، وجمعية الدول الناطقة بالفرنسية، وجماعة شرق إفريقيا، ورابطة الكومنولث. لسنوات عديدة خلال نظام هابياريمانا، حافظت البلاد على علاقات وثيقة مع فرنسا، وبلجيكا كذلك، القوة الاستعمارية السابقة. ومع ذلك، في ظل حكومة الجبهة الوطنية الرواندية، سعت رواندا إلى توثيق العلاقات مع البلدان المجاورة في مجموعة شرق إفريقيا ومع العالم الناطق باللغة الإنجليزية. علقت العلاقات الدبلوماسية مع فرنسا في عام 2006 بعد اتهام أصدره قاضٍ فرنسي لمسؤولين روانديين، وعلى الرغم من استعادتها في عام 2010، لكن العلاقات بين الدولتين بقيت متوترة حتى عام 2015. كانت العلاقات مع جمهورية الكونغو الديمقراطية متوترة بعد تورط رواندا في حربي الكونغو الأولى والثانية؛ زعم الجيش الكونغولي وقوع هجمات رواندية على قواته، بينما ألقت رواندا باللوم على الحكومة الكونغولية لفشلها في قمع المتمردين الهوتو في مقاطعتا شمال وجنوب كيفو. تدهورت العلاقات أكثر في عام 2012، حين اتهمت كينشاسا رواندا بدعم حركة 23 مارس المتمردة، وهي حركة تمرد في شرق الكونغو. اعتبارًا من عام 2015، تمت استعادة السلام وبدأت العلاقات بالتحسن. كانت علاقة رواندا بأوغندا متوترة أيضًا في معظم العقد الأول من القرن الحادي والعشرين بعد اشتباك عام 1999 بين جيشي البلدين إذ دعمتا الجماعات المتمردة المعارضة في حرب الكونغو الثانية، لكنها تحسنت بصورة ملحوظة في أوائل عام 2010. في عام 2019، تدهورت العلاقات بين البلدين، إذ أغلقت رواندا حدودها مع أوغندا.
قوة الدفاع الرواندية (آر دي إف) هي الجيش الوطني لرواندا. تتألف إلى حد كبير من جنود سابقين في الجيش الوطني الرواندي (آر بّي أيه)، وتشتمل على القوات البرية الرواندية، والقوات الجوية الرواندية والوحدات المتخصصة. بعد الفتح الناجح للبلاد في عام 1994 في أعقاب الإبادة الجماعية في رواندا، قررت الجبهة الوطنية الرواندية تقسيم الجبهة الوطنية الرواندية إلى قسم سياسي (احتفظ باسم الجبهة الوطنية الرواندية) وقوات الدفاع الرواندية، وهي فرقة عسكرية كانت بمثابة الجيش الرسمي للدولة الرواندية. ما يزال الإنفاق الدفاعي يمثل نسبة كبيرة من الميزانية الوطنية، ويرجع ذلك إلى حد كبير إلى استمرار المشاكل الأمنية على طول الحدود مع جمهورية الكونغو الديمقراطية وبوروندي والمخاوف المستمرة بشأن نوايا أوغندا تجاه حليفها السابق. في عام 2010، أصدرت الأمم المتحدة تقريرًا يتهم الجيش الرواندي بارتكاب انتهاكات واسعة النطاق لحقوق الإنسان وجرائم ضد الإنسانية في جمهورية الكونغو الديمقراطية أثناء حربي الكونغو الأولى والثانية، وهي التهم التي نفتها الحكومة الرواندية.

## التقسيمات الإدارية

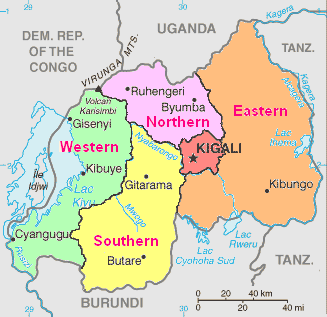
مقاطعات رواندا

تخضع رواندا لتسلسل هرمي صارم منذ عصور ما قبل الاستعمار. قبل الاستعمار، مارس الملك (موامي) السيطرة من خلال نظام الأقاليم والمقاطعات والتلال والأحياء. يقسم الدستور الحالي رواندا إلى مقاطعات (إنتارا)، ومقاطعات (أوتوريري)، ومدن، وبلديات، وبلدات، وقطاعات (إيميرنج)، وفصائل (أوتوجاري)، وقرى (إيميدوغودو)؛ تحدد الأقسام الأكبر وحدودها من قبل البرلمان.
تعمل المقاطعات الخمس كوسطاء بين الحكومة الوطنية والمقاطعات المكونة لها لضمان تنفيذ السياسات الوطنية على مستوى المقاطعات. يسند «إطار العمل الاستراتيجي اللامركزي في رواندا» الذي وضعته وزارة الحكم المحلي إلى المقاطعات مسؤولية «تنسيق قضايا الحكم في المقاطعة، فضلًا عن الرصد والتقييم». يرأس كل مقاطعة حاكم يعينه الرئيس ويوافق عليه مجلس الشيوخ. المقاطعات مسؤولة عن تنسيق تقديم الخدمات العامة والتنمية الاقتصادية. وهي مقسمة إلى قطاعات مسؤولة عن تقديم الخدمات العامة حسب التكليفات من قبل المقاطعات. للمقاطعات مجالس منتخبة بشكل مباشر، وتديرها لجنة تنفيذية يختارها هذا المجلس. الفصائل والقرى هي أصغر الوحدات السياسية، وهي حلقة وصل بين الناس والقطاعات. جميع المواطنين البالغين المقيمين أعضاء في مجلس فصيلتهم المحلية، ومن خلاله، تنتخب لجنة تنفيذية. مدينة كيغالي هي سلطة على مستوى المقاطعات، وتنسق التخطيط الحضري داخل المدينة.
رسّمت الحدود الحالية عام 2006 بهدف إضفاء اللامركزية على السلطة وإزالة الارتباط بالنظام القديم والإبادة الجماعية. استبدل الهيكل السابق المكون من اثنتي عشرة مقاطعة المرتبطة بأكبر المدن بخمس مقاطعات تعتمد أساسًا على الجغرافيا. هذه هي المقاطعة الشمالية، والمنطقة الجنوبية، والمنطقة الشرقية، والمنطقة الغربية، وبلدية كيغالي في الوسط.

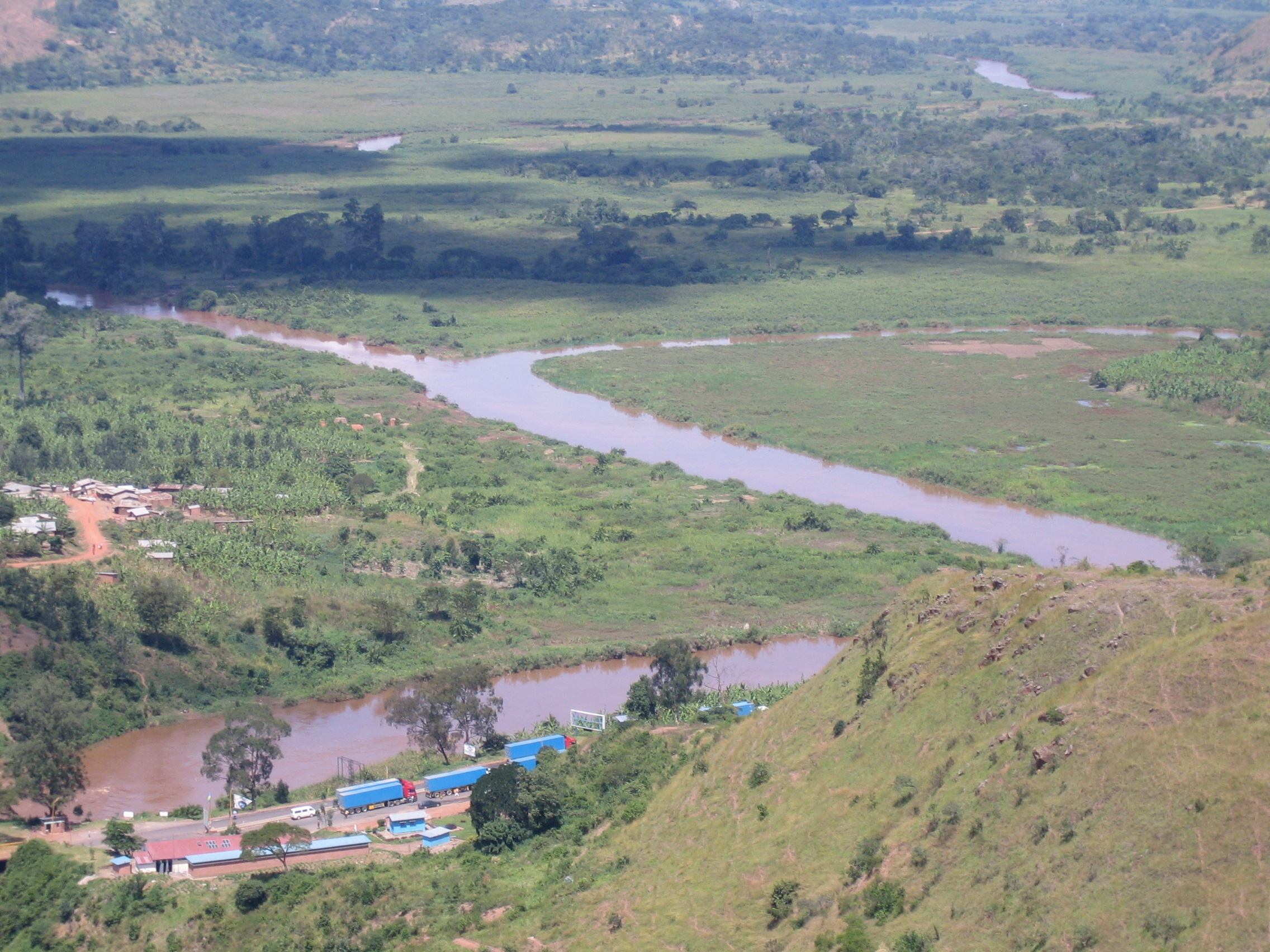
نهرا كاجيرا وروفوبو، جزء من أعالي النيل

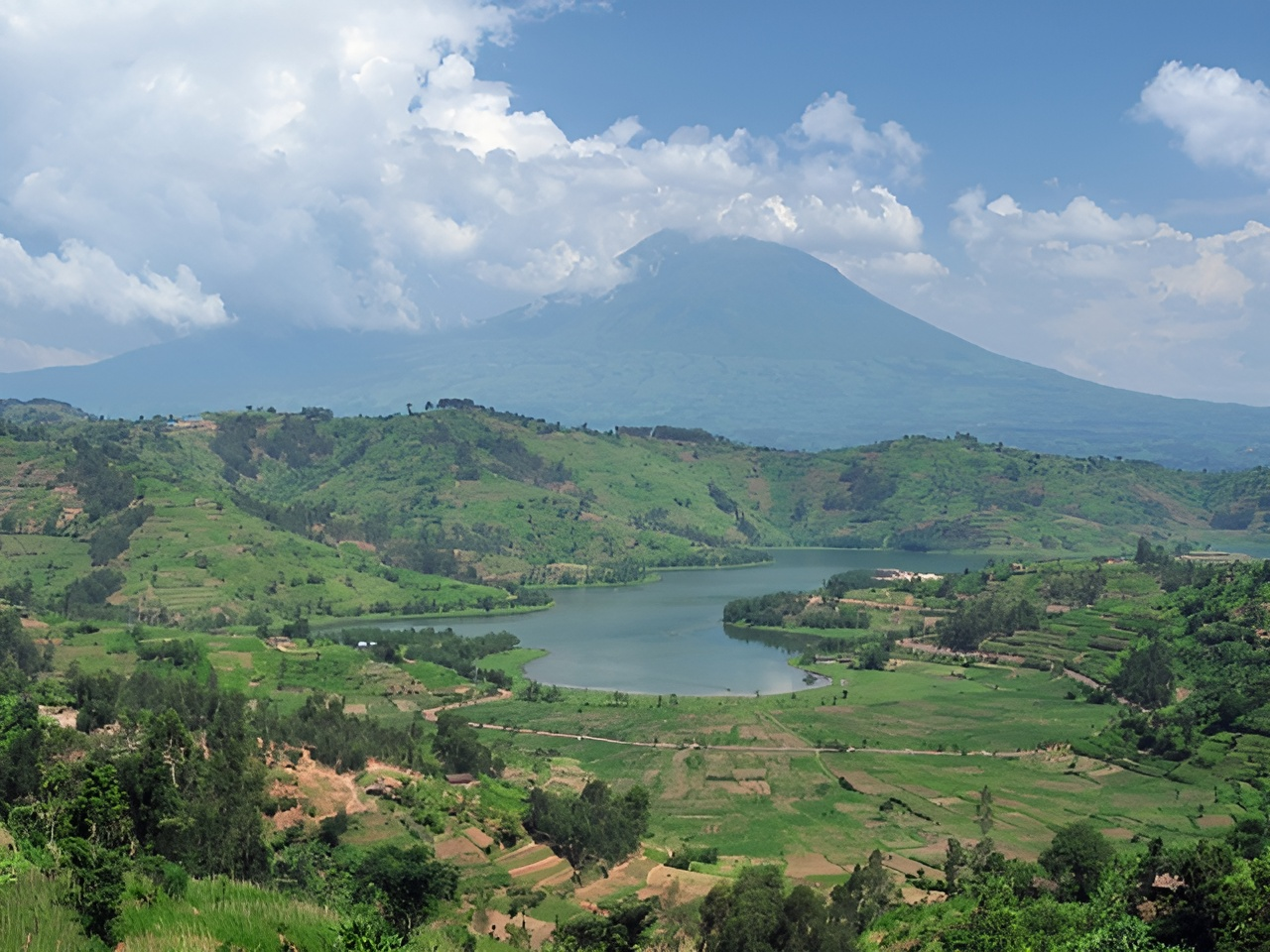
بحيرة وبركان في جبال فيرونجا

## الجغرافيا

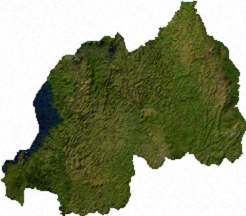
صورة فضائية لأراضي رواندا

على مساحة 26338 كيلومتر مربع (10169 ميل مربع)، وتعد رواندا الدولة رقم 149 من حيث الحجم، ورابع أصغر دولة في البر الرئيسي الأفريقي بعد غامبيا وإسواتيني وجيبوتي. وهي مماثلة في الحجم لبوروندي وهايتي وألبانيا. تقع الدولة بأكملها على ارتفاع عالٍ: أدنى نقطة هي نهر روسيزي على ارتفاع 950 مترًا (3117 قدمًا) فوق مستوى سطح البحر. تقع رواندا في وسط/شرق إفريقيا، وتحدها جمهورية الكونغو الديمقراطية من الغرب، وأوغندا من الشمال، وتنزانيا من الشرق، وبوروندي من الجنوب. تقع على بعد درجات قليلة جنوب خط الاستواء وهي غير ساحلية. تقع العاصمة كيغالي بالقرب من وسط رواندا.
تمتد مستجمعات المياه بين أحواض تصريف نهر الكونغو الرئيسية والنيل من الشمال إلى الجنوب عبر رواندا، مع نحو 80% من مساحة البلاد تصب في النيل و20% في الكونغو عبر نهر روسيزي وبحيرة تنجانيقا. أطول نهر في البلاد هو نهر نيابارونجو، الذي ينبع من الجنوب الغربي، ويتدفق شمالًا وشرقًا وجنوب شرقًا قبل أن يندمج مع نهر روفوبو ليشكل نهر كاجيرا؛ ثم يتدفق نهر كاجيرا باتجاه الشمال على طول الحدود الشرقية مع تنزانيا. يصب نهر نيابارونجو كاجيرا في نهاية المطاف في بحيرة فيكتوريا، ومصدره في غابة نيونغوي منافس لمصدر نهر النيل الإجمالي غير المحدد حتى الآن. يوجد في رواندا العديد من البحيرات، أكبرها بحيرة كيفو. تحتل هذه البحيرة قاع صدع ألبرتين على طول معظم طول الحدود الغربية لرواندا، ويبلغ أقصى عمق لها 480 مترًا (1575 قدمًا)، وهي واحدة من أعمق عشرين بحيرة في العالم. تشمل البحيرات الكبيرة الأخرى بوريرا، وروهوندو، ومهازي، ورويرو، وإيما، وآخرها أكبر سلسلة من البحيرات في السهول الشرقية لمتنزه أكاجيرا الوطني.
تهيمن الجبال على وسط وغرب رواندا ويطلق على الدولة أحيانًا اسم «الأرض ذات الألف تل». إنها جزء من جبال ألبرتين المتصدعة التي تحيط بفرع ألبرتين من صدع شرق إفريقيا، والذي يمتد من الشمال إلى الجنوب على طول الحدود الغربية لرواندا. توجد أعلى القمم في سلسلة بركان فيرونجا في الشمال الغربي؛ ويشمل هذا جبل كاريسيمبي -أعلى نقطة في رواندا- على ارتفاع 4,507 متر (14787 قدمًا). يقع هذا الجزء الغربي من البلاد داخل المنطقة البيئية لغابات ألبرتين ريفت الجبلية. يبلغ ارتفاعها 1500 إلى 2500 متر (4921 إلى 8202 قدمًا). يتألف وسط البلاد في الغالب من تلال منحدرة، بينما تتكون منطقة الحدود الشرقية من السافانا والسهول والمستنقعات.

### المناخ

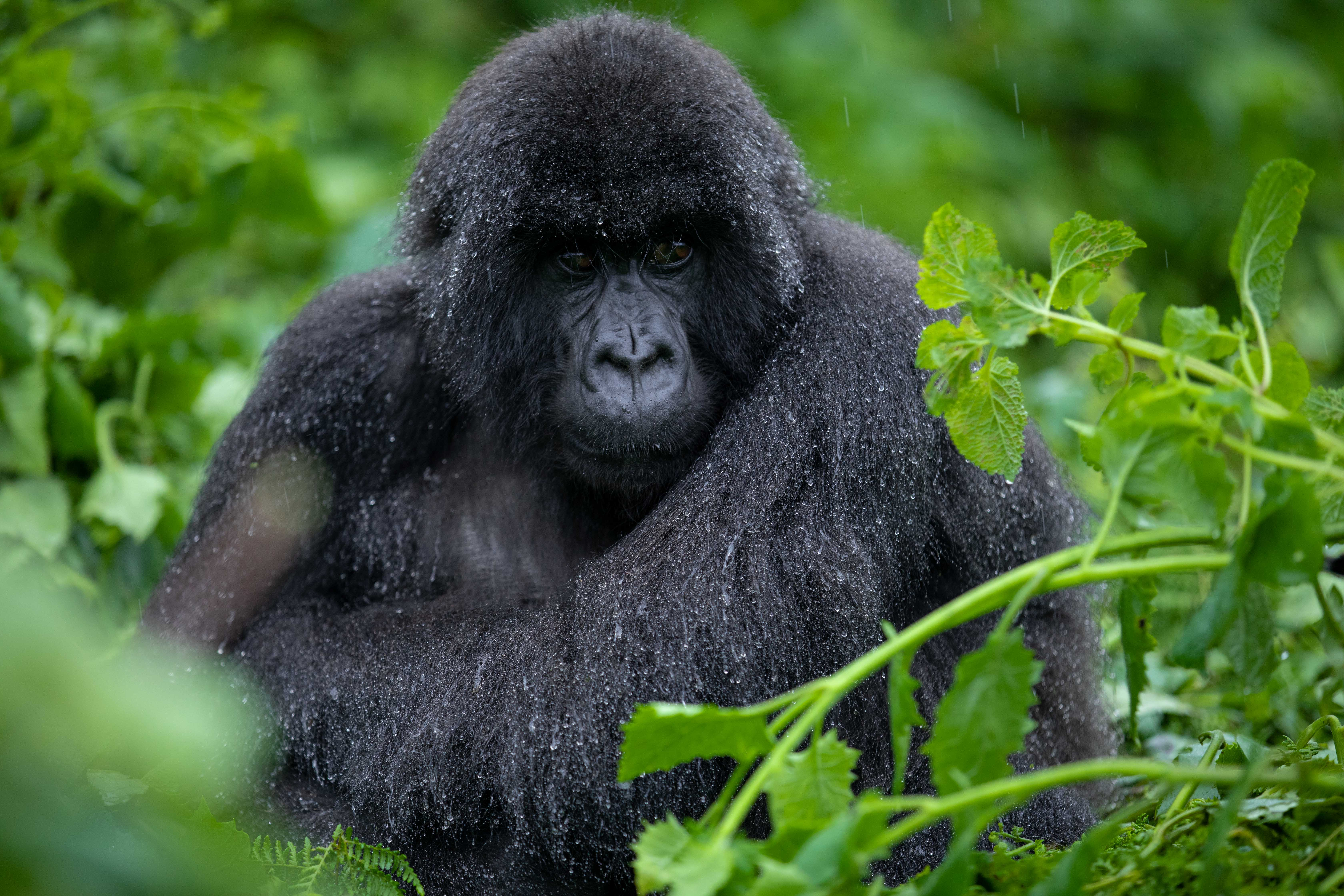
تعد حديقة البراكين الوطنية موطنًا لأكبر عدد من الغوريلا الجبلية في العالم.

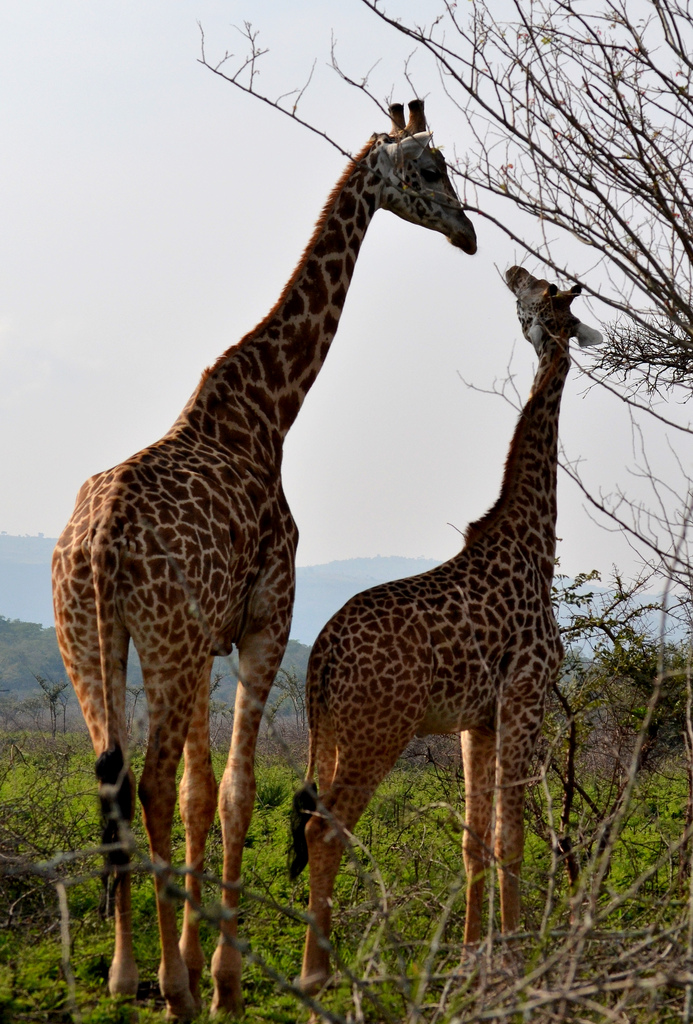
زرافة في منتزه أكاجيرا الوطني

تتمتع رواندا بمناخ المرتفعات الاستوائية المعتدلة، مع درجات حرارة أقل من المعتاد في البلدان الاستوائية بسبب موقعها المرتفع. تقع كيغالي في وسط البلاد، وتتراوح درجة الحرارة اليومية النموذجية بين 12 و27 درجة مئوية (54 و81 درجة فهرنهايت)، مع اختلاف طفيف خلال العام. هناك بعض الاختلافات في درجات الحرارة في جميع أنحاء البلاد؛ المناطق الجبلية في الغرب والشمال أبرد عمومًا من المنطقة الشرقية السفلى. هناك موسمان ممطران في السنة. يمتد الأول من فبراير إلى يونيو والثاني من سبتمبر إلى ديسمبر. ويفصل بينهما موسمان جافان: الموسم الرئيسي من يونيو إلى سبتمبر، حيث غالبًا لا تهطل الأمطار على الإطلاق، وموسم أقصر وأقل شدة من ديسمبر إلى فبراير. يتفاوت هطول الأمطار جغرافيًا، إذ تستقبل غرب وشمال غرب البلاد هطول الأمطار سنويًا أكثر من الشرق والجنوب الشرقي. تسبب الاحترار العالمي في تغيير نمط مواسم الأمطار. وفقًا لتقرير صادر عن مجموعة الاستشراف الاستراتيجي، أدى التغير في المناخ إلى تقليل عدد الأيام الممطرة خلال عام، ولكنه تسبب أيضًا في زيادة وتيرة هطول الأمطار الغزيرة. تسبب كلا التغيرين في صعوبات للمزارعين، ما أدى إلى انخفاض إنتاجيتهم. يميز الاستشراف الاستراتيجي أيضًا رواندا كدولة تسارع الاحترار، مع زيادة في متوسط درجة الحرارة ما بين 0.7 درجة مئوية إلى 0.9 درجة مئوية على مدى خمسين عامًا
| البيانات المناخية لـكيغالي، رواندا | البيانات المناخية لـكيغالي، رواندا | البيانات المناخية لـكيغالي، رواندا | البيانات المناخية لـكيغالي، رواندا | البيانات المناخية لـكيغالي، رواندا | البيانات المناخية لـكيغالي، رواندا | البيانات المناخية لـكيغالي، رواندا | البيانات المناخية لـكيغالي، رواندا | البيانات المناخية لـكيغالي، رواندا | البيانات المناخية لـكيغالي، رواندا | البيانات المناخية لـكيغالي، رواندا | البيانات المناخية لـكيغالي، رواندا | البيانات المناخية لـكيغالي، رواندا | البيانات المناخية لـكيغالي، رواندا |
| الشهر                              | يناير                              | فبراير                             | مارس                               | أبريل                              | مايو                               | يونيو                              | يوليو                              | أغسطس                              | سبتمبر                             | أكتوبر                             | نوفمبر                             | ديسمبر                             | المعدل السنوي                      |
| ---------------------------------- | ---------------------------------- | ---------------------------------- | ---------------------------------- | ---------------------------------- | ---------------------------------- | ---------------------------------- | ---------------------------------- | ---------------------------------- | ---------------------------------- | ---------------------------------- | ---------------------------------- | ---------------------------------- | ---------------------------------- |
| متوسط درجة الحرارة الكبرى °م (°ف)  | 26.9 (80.4)                        | 27.4 (81.3)                        | 26.9 (80.4)                        | 26.2 (79.2)                        | 25.9 (78.6)                        | 26.4 (79.5)                        | 27.1 (80.8)                        | 28.0 (82.4)                        | 28.2 (82.8)                        | 27.2 (81.0)                        | 26.1 (79.0)                        | 26.4 (79.5)                        | 26.9 (80.4)                        |
| متوسط درجة الحرارة الصغرى °م (°ف)  | 15.6 (60.1)                        | 15.8 (60.4)                        | 15.7 (60.3)                        | 16.1 (61.0)                        | 16.2 (61.2)                        | 15.3 (59.5)                        | 15.0 (59.0)                        | 16.0 (60.8)                        | 16.0 (60.8)                        | 15.9 (60.6)                        | 15.5 (59.9)                        | 15.6 (60.1)                        | 15.7 (60.3)                        |
| الهطول مم (إنش)                    | 76.9 (3.03)                        | 91.0 (3.58)                        | 114.2 (4.50)                       | 154.2 (6.07)                       | 88.1 (3.47)                        | 18.6 (0.73)                        | 11.4 (0.45)                        | 31.1 (1.22)                        | 69.6 (2.74)                        | 105.7 (4.16)                       | 112.7 (4.44)                       | 77.4 (3.05)                        | 950.9 (37.44)                      |
| متوسط أيام هطول الأمطار (≥ 0.1 mm) | 11                                 | 11                                 | 15                                 | 18                                 | 13                                 | 2                                  | 1                                  | 4                                  | 10                                 | 17                                 | 17                                 | 14                                 | 133                                |
| المصدر:                            |                                    |                                    |                                    |                                    |                                    |                                    |                                    |                                    |                                    |                                    |                                    |                                    |                                    |

### التنوع البيولوجي
في عصور ما قبل التاريخ، احتلت الغابات الجبلية ثلث أراضي رواندا الحالية. يقتصر الغطاء النباتي الطبيعي حاليًا في الغالب على الحدائق الوطنية الثلاث، مع سيطرة المدرجات الزراعية على بقية البلاد. تعد نيونغوي أكبر مساحة متبقية من الغابات، إذ تحتوي على 200 نوع من الأشجار بالإضافة إلى بساتين الفاكهة والبيغونيا. يتكون معظم الغطاء النباتي في حديقة البراكين الوطنية من الخيزران والأراضي المستنقعية، مع مساحات صغيرة من الغابات. على النقيض من ذلك، تمتلك أكاجيرا نظامًا بيئيًا للسافانا حيث يهيمن الأكاسيا على النباتات. هناك العديد من أنواع النباتات النادرة أو المهددة بالانقراض في أكاغيرا، بما في ذلك «توليب النيل» و«الأوركيد الأرضي».
عثر على أكبر تنوع للثدييات الكبيرة في الحدائق الوطنية الثلاث، والتي عرفت بصفة مناطق محمية.تحتوي أكاغيرا على حيوانات السافانا النموذجية مثل الزرافات والفيلة، بينما تعد البراكين موطنًا لما يقدر بثلث غوريلا الجبال في جميع أنحاء العالم. تضم غابة نيونغوي ثلاثة عشر نوعًا من الرئيسيات بما في ذلك الشمبانزي الشائع وقرود روينزوري كولوبس الشجرية. تتحرك الكولبس روينزوري في مجموعات تصل إلى 400 فرد، وهو أكبر حجم لقطيع في إفريقيا.
انقرضت الأسود في رواندا في أعقاب الإبادة الجماعية في عام 1994، حيث حولت الحدائق الوطنية إلى معسكرات للنازحين وسممت الحيوانات المتبقية من قبل رعاة الماشية. في يونيو 2015، تبرعت حديقتان في جنوب إفريقيا بسبعة أسود إلى حديقة أكاغيرا الوطنية، ما أدى إلى عودة وجود الأسود في رواندا. احتجز الأسود في البداية في منطقة مسيجة من الحديقة، ثم جرى اصطيادها وإطلاقها في البرية بعد شهر.
يوجد 670 نوعًا من الطيور في رواندا، مع اختلاف بين الشرق والغرب. يوجد في غابة نيونغوي، في الغرب، 280 نوعًا مسجلًا، 26 منها مستوطنة في صدع ألبرتين؛ الأنواع المستوطنة تشتمل على الروينزوري توراكو وطيور الطائر الوسيم. على النقيض من ذلك، يتميز شرق رواندا بطيور السافانا مثل غونوليك ذي الرأس الأسود وتلك المرتبطة بالمستنقعات والبحيرات، بما في ذلك طيور اللقلق والرافعات.
كشفت الأعمال الحشرية الحديثة في البلاد عن تنوع غني من فرس النبي، بما في ذلك نوع جديد يطلق عليه «ديستاكتا تيغريفروتكس».
تحتوي رواندا على ثلاث مناطق بيئية أرضية: غابات ألبرتين المتصدعة الجبلية، وفسيفساء غابات السافانا في حوض فيكتوريا، وأراضي روينزوري-فيرونجا الجبلية. كان لدى البلاد مؤشر سلامة المناظر الطبيعية للغابات لعام 2019 يعني درجة 3.85/10، ما جعلها تحتل المرتبة 139 عالميًا من بين 172 دولة.

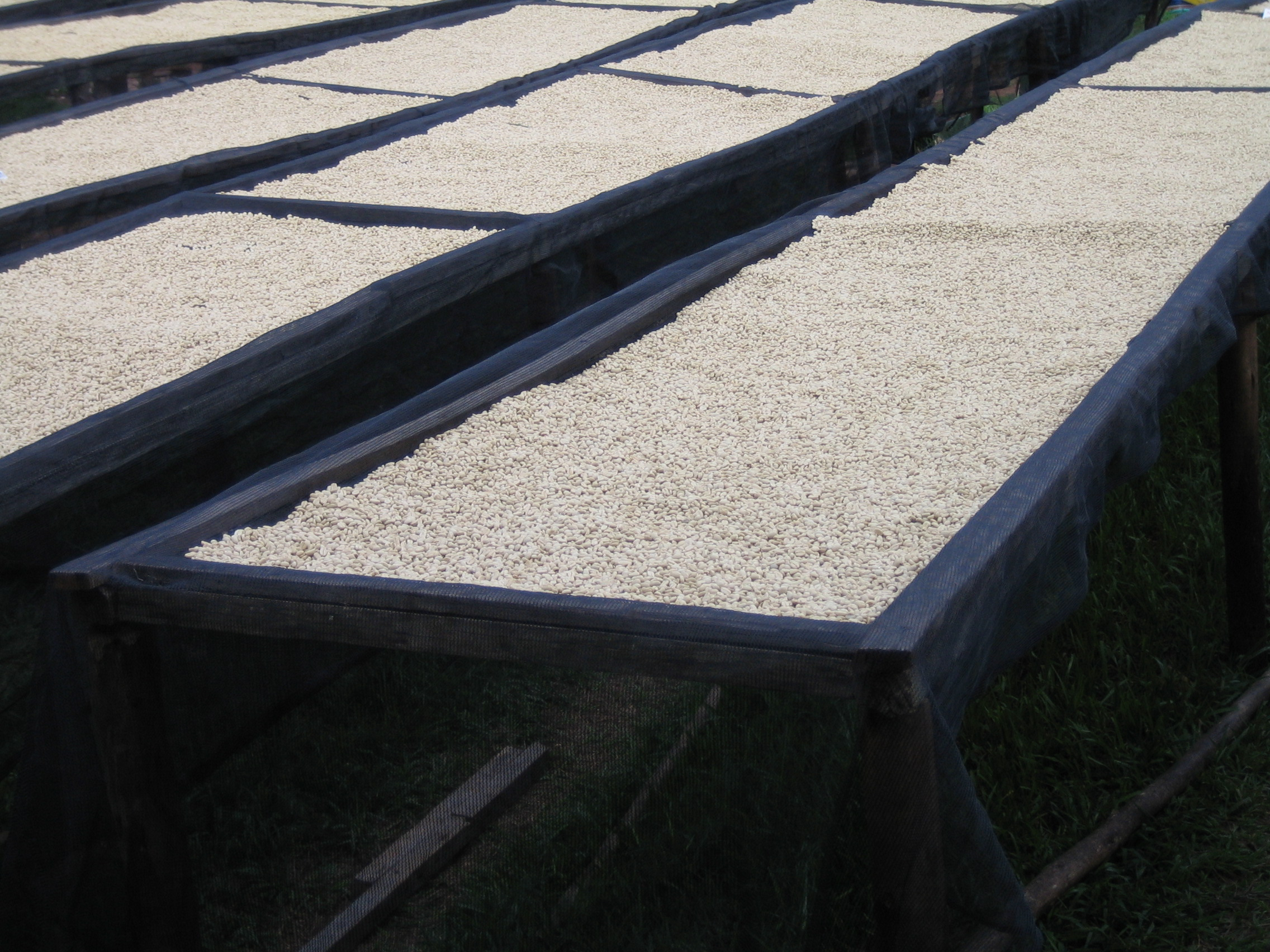
تجفيف حبوب البن في مارابا. القهوة هي أحد المحاصيل الرئيسية في رواندا.

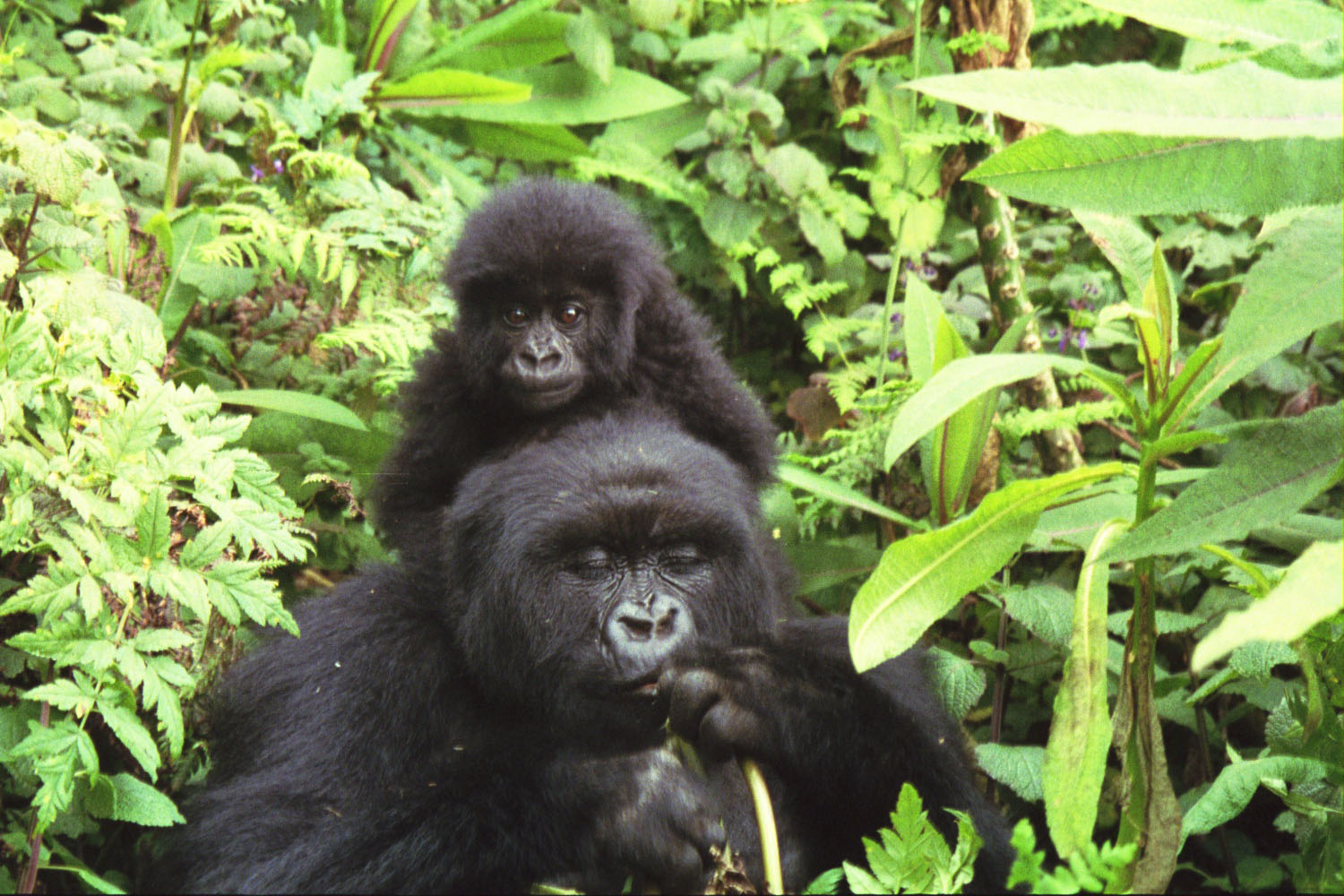
الغوريلا الجبلية في حديقة البراكين الوطنية.

## الاقتصاد
عانى اقتصاد رواندا بشدة خلال الإبادة الجماعية عام 1994، مع خسائر في الأرواح على نطاق واسع، وفشل في الحفاظ على البنية التحتية، بالإضافة إلى النهب، وإهمال المحاصيل الهامة. تسبب هذا في انخفاض كبير في الناتج المحلي الإجمالي ودمر قدرة البلاد على جذب الاستثمار الخاص والخارجي. تعزز الاقتصاد منذ ذلك الحين، إذ يقدر نصيب الفرد من الناتج المحلي الإجمالي (بّي بّي بّي) بنحو 2444 دولارًا في عام 2019، مقارنة بـ 416 دولارًا في عام 1994. تشمل أسواق التصدير الرئيسية الصين وألمانيا والولايات المتحدة. يدار الاقتصاد من قبل البنك الوطني المركزي لرواندا والعملة هي الفرنك الرواندي؛ في ديسمبر 2019، كان سعر الصرف 910 فرنك لكل دولار أمريكي. انضمت رواندا إلى جماعة شرق إفريقيا في عام 2007، وصادقت على خطة الاتحاد النقدي بين الدول الأعضاء الخمس، والتي يمكن أن تؤدي في النهاية إلى شلن شرق أفريقي مشترك.
رواندا بلد قليل الموارد الطبيعية، ويعتمد الاقتصاد في الغالب على زراعة الكفاف من قبل المزارعين المحليين باستخدام أدوات بسيطة. يقدر أن 90% من السكان يعملون في المزارع، إذ شكلت الزراعة ما يقدر بـ 32.5% من الناتج المحلي الإجمالي في عام 2014. تقنيات الزراعة أساسية، مع قطع أراضي صغيرة ومنحدرات شديدة الانحدار. منذ منتصف الثمانينيات، أخذ حجم المزارع في التناقص وبالتالي إنتاج الغذاء كذلك، ويرجع ذلك جزئيًا إلى إعادة توطين النازحين. على الرغم من النظام البيئي الخصب في رواندا، لكن إنتاج الغذاء غالبًا لا يواكب النمو السكاني، والواردات الغذائية مطلوبة، ولكن في السنوات الأخيرة تحسن الوضع مع نمو الزراعة.
تشمل محاصيل الكفاف المزروعة في البلاد الماتوك (الموز الأخضر)، الذي يشغل أكثر من ثلث الأراضي الزراعية في البلاد، والبطاطس والفاصوليا والبطاطا الحلوة والكسافا والقمح والذرة. تعد القهوة والشاي من المحاصيل النقدية الرئيسية للتصدير، إذ توفر المرتفعات العالية والمنحدرات الشديدة والتربة البركانية ظروفًا مواتية. أثبتت التقارير أن أكثر من 400000 رواندي يكسبون رزقهم من زراعة البن. الاعتماد على الصادرات الزراعية يجعل رواندا عرضة للتغيرات في أسعارها. تشمل الحيوانات التي تربى في رواندا الأبقار والماعز والأغنام والخنازير والدجاج والأرانب، مع اختلاف جغرافي في أعداد كل منها. معظم أنظمة الإنتاج تقليدية، على الرغم من وجود عدد قليل من مزارع الألبان المكثفة حول كيغالي. إن نقص الأراضي والمياه، والأعلاف غير الكافية وذات النوعية الرديئة، وانتشار الأوبئة المنتظمة مع عدم كفاية الخدمات البيطرية، كلها معوقات رئيسية تقيد الإنتاج. يحدث الصيد في بحيرات البلاد، لكن المخزونات منهكة بشدة، وتستورد الأسماك الحية في محاولة لإحياء الصناعة.
القطاع الصناعي صغير، إذ ساهم بنسبة 14.8% من الناتج المحلي الإجمالي في عام 2014. تشتمل المنتجات المصنعة على الأسمنت والمنتجات الزراعية والمشروبات صغيرة الحجم والصابون والأثاث والأحذية والسلع البلاستيكية والمنسوجات والسجائر. تعد صناعة التعدين في رواندا مساهمًا مهمًا، فحقق 93 مليون دولار أمريكي في عام 2008. تشمل المعادن المستخرجة حجر القصدير، والولفراميت، والذهب، والكولتان، والتي تُستخدم في تصنيع الأجهزة الإلكترونية وأجهزة الاتصالات كالهواتف المحمولة مثلًا.
عانى قطاع الخدمات في رواندا خلال أواخر القرن الحادي والعشرين من الركود حيث انخفض الإقراض المصرفي ومشاريع المعونة الأجنبية والاستثمار. انتعش القطاع في عام 2010، ليصبح أكبر قطاع في البلاد من حيث الناتج الاقتصادي ويساهم بنسبة 43.6% من الناتج المحلي الإجمالي للبلاد. يشمل المساهمون الرئيسيون من الدرجة الثالثة البنوك والتمويل وتجارة الجملة والتجزئة والفنادق والمطاعم والنقل والتخزين والاتصالات والتأمين والعقارات وخدمات الأعمال والإدارة العامة بما في ذلك التعليم والصحة. تعد السياحة إحدى الموارد الاقتصادية الأسرع نموًا وأصبحت أكبر مصدر للعملات الأجنبية في البلاد في عام 2007. على الرغم من إرث الإبادة الجماعية، يُنظر إلى البلاد بشكل متزايد على المستوى الدولي كوجهة آمنة. بلغ عدد السائحين الوافدين في عام 2013 864000 سائح أكثر من 504000 في عام 2010. بلغت إيرادات السياحة 303 مليون دولار أمريكي في عام 2014، ارتفاعًا من 62 مليون دولار أمريكي فقط في عام 2000. كان أكبر مساهم في هذه الإيرادات هو تتبع الغوريلا الجبلية، في حديقة البراكين الوطنية؛ رواندا هي واحدة من ثلاث دول فقط يمكن فيها زيارة الغوريلا الجبلية بأمان. تجذب الغوريلا آلاف الزوار سنويًا، المستعدين لدفع أسعار عالية للحصول على تصاريح. تشمل عوامل الجذب الأخرى غابة نيونغوي، موطن الشمبانزي، وكولبس روينزوري وغيرها من الرئيسيات، ومنتجعات بحيرة كيفو، وأكاغيرا، وهي محمية صغيرة للسافانا في شرق البلاد.
جاءت رواندا في المركز 103 في مؤشر الابتكار العالمي عام 2023. لكنها تراجعت إلى المركز 104 وفق مؤشر 2024.

### وسائل الإعلام والاتصالات
تدير الدولة أكبر محطات الإذاعة والتلفزيون، وتمتلك الحكومة معظم الصحف المحلية. معظم الروانديين لديهم إمكانية الوصول إلى الراديو؛ خلال الإبادة الجماعية عام 1994، بثت إذاعة راديو وتلفزيون ليبر دي ميل كولين جميع أنحاء البلاد، وساعدت في تأجيج عمليات القتل من خلال الدعاية المناهضة للتوتسي. اعتبارًا من عام 2015، يعد راديو رواندا الذي تديره الدولة أكبر محطة ومصدر رئيسي للأخبار في جميع أنحاء البلاد. الوصول إلى التلفزيون محدود، ولا تملك معظم المنازل أجهزة خاصة بها. أطلقت الحكومة التلفزيون الرقمي في 2014، وبعد عام واحد كانت هناك سبع محطات وطنية تعمل، مقارنة بمحطة واحدة فقط في حقبة ما قبل 2014. الصحافة مقيدة بشدة، وتفرض معظم الصحف رقابة ذاتية بشكل روتيني لتجنب انتقام الحكومة. ومع ذلك، فإن المنشورات بلغة كينيارواندا والإنجليزية والفرنسية التي تنتقد الحكومة متاحة على نطاق واسع في كيغالي. وزادت القيود في الفترة التي سبقت الانتخابات الرئاسية الرواندية لعام 2010، مع تعليق صحيفتين مستقلتين، أوموسيسو وأوموفوجيزي، لمدة ستة أشهر من قبل المجلس الأعلى للإعلام.
أقدم مجموعة اتصالات في البلاد -روانداتيل- تعرضت للتصفية في عام 2011، بعد أن كانت مملوكة بنسبة 80% لشركة لاب غرين الليبية. جرى الاستحواذ على الشركة في عام 2013 من قبل ليكويد تيليكوم، وهي شركة توفر الاتصالات وشبكات الألياف الضوئية عبر شرق وجنوب إفريقيا. اعتبارًا من عام 2015، وفرت ليكويد تيليكوم خدمة الهاتف الأرضي إلى 30968 مشتركًا، مع خدمة مشغل الهاتف المحمول إم تي إن رواندا لـ 15497 مشتركًا إضافيًا في الخطوط الثابتة. تستخدم الخطوط الأرضية في الغالب من قبل المؤسسات الحكومية والبنوك والمنظمات غير الحكومية والسفارات، مع مستويات اشتراك خاصة منخفضة. اعتبارًا من عام 2015، بلغ انتشار الهواتف المحمولة في البلاد 72.6%، ارتفاعًا من 41.6% في عام 2011. إم تي إن رواندا هي المزود الرائد، مع 3957,986 مشتركًا، تليها تيجو مع 2,887,328 مشتركًا، وبهارتي إيرتل مع 1,336,679 مشتركًا. قامت روانداتيل أيضًا بتشغيل شبكة هاتف محمول سابقًا، لكن منظم الصناعة ألغى ترخيصه في أبريل 2011، بعد فشل الشركة في الوفاء بالتزامات الاستثمار المتفق عليها. انتشار الإنترنت منخفض ولكنه يرتفع بسرعة؛ في عام 2015 كان هناك 12.8 مستخدم للإنترنت لكل 100 شخص، ارتفاعًا من 2.1 في عام 2007. في عام 2011، انتهي من شبكة اتصالات الألياف الضوئية بطول 2300 كيلومتر (1400 ميل)، بهدف توفير خدمات النطاق العريض وتسهيل التجارة الإلكترونية. ترتبط هذه الشبكة بـ «سي-كوم»، وهو كبل ألياف ضوئية بحري يربط حاملات الاتصالات في جنوب وشرق إفريقيا. داخل رواندا، تمتد الكابلات على طول الطرق الرئيسية، وتربط بين المدن في جميع أنحاء البلاد. يدير مزود الهاتف المحمول إم تي إن أيضًا خدمة إنترنت لاسلكي يمكن الوصول إليها في معظم مناطق كيغالي عن طريق الاشتراك المدفوع مسبقًا.
في أكتوبر 2019، أطلقت شركة مارا أول هاتف ذكي مصنوع في إفريقيا في رواندا.

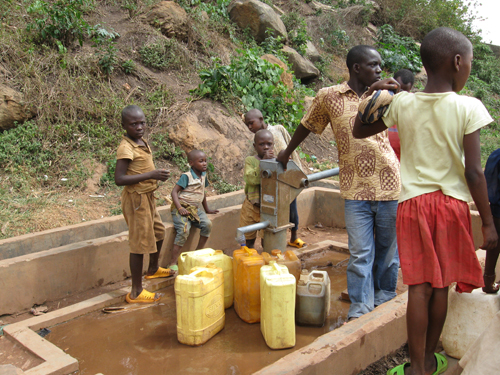
مضخة مياه ريفية

### البنية تحتية
أعطت الحكومة الرواندية الأولوية خلال العقد الأول من القرن الحادي والعشرين لتمويل تطوير إمدادات المياه، ما أدى إلى زيادة حصتها في الميزانية الوطنية كثيرًا. أدى هذا التمويل -إلى جانب دعم المانحين- إلى زيادة سريعة في الوصول إلى المياه الصالحة للشرب؛ في عام 2015، أصبح 74% من السكان يحصلون على المياه الصالحة للشرب، ارتفاعًا من نحو 55% في 2005؛ التزمت الحكومة بزيادة هذه النسبة إلى 100% بحلول عام 2017. تتكون البنية التحتية للمياه في البلاد من أنظمة حضرية وريفية توفر المياه للجمهور، بشكل أساسي من خلال الأنابيب الرأسية في المناطق الريفية والوصلات الخاصة في المناطق الحضرية. في المناطق التي لا تخدمها هذه الأنظمة، تستخدم المضخات اليدوية والينابيع المدارة. على الرغم من تجاوز هطول الأمطار 750 ملم (30 بوصة) سنويًا في معظم أنحاء البلاد، يستخدم القليل من حصاد مياه الأمطار، ويضطر السكان إلى استخدام المياه بشكل ضئيل للغاية، مقارنة بالاستخدام في البلدان الأفريقية الأخرى. ما يزال توفر الصرف الصحي قليل؛ تقدر الأمم المتحدة أنه في عام 2006، كان 34% من سكان المدن و20% من سكان الريف يتمتعون بوسائل الصرف الصحي المحسن. كيغالي هي واحدة من أنظف المدن في أفريقيا. تدابير السياسة الحكومية لتحسين الصرف الصحي محدودة، وتركز فقط على المناطق الحضرية. يستخدم غالبية السكان، في المناطق الحضرية والريفية على حد سواء، المراحيض العامة المشتركة.
كانت إمدادات الكهرباء في رواندا -حتى أوائل العقد الأول من القرن الحالي- تولد بالكامل تقريبًا من مصادر الطاقة الكهرومائية؛ وفرت محطات الطاقة في بحيرتي بوريرا وروهوندو 90% من الكهرباء في البلاد. أدى مزيج من انخفاض معدل هطول الأمطار والنشاط البشري، بما في ذلك تجفيف أراضي روجيزي الرطبة للزراعة والرعي، إلى انخفاض منسوب المياه في البحيرتين من عام 1990 فصاعدًا؛ بحلول عام 2004 انخفضت المستويات بنسبة 50%، ما أدى إلى انخفاض حاد في إنتاج محطات الطاقة. أدى هذا -إلى جانب زيادة الطلب مع نمو الاقتصاد- إلى حدوث عجز في عام 2004 وانتشار توزيع الأحمال. كإجراء طارئ، قامت الحكومة بتركيب مولدات تعمل بالديزل شمال كيغالي؛ بحلول عام 2006، وفرت هذه المولدات 56% من الكهرباء في البلاد، لكنها كانت مكلفة للغاية. سنت الحكومة عددًا من الإجراءات للتخفيف من هذه المشكلة، بما في ذلك إعادة تأهيل أراضي روجيزي الرطبة، التي تزود بوريرا وروهوندو بالمياه والاستثمار في مخطط لاستخراج غاز الميثان من بحيرة كيفو، والمتوقع في مرحلته الأولى زيادة توليد الكهرباء في البلاد عن طريق 40% حصل 18% فقط من السكان على الكهرباء في عام 2012، على الرغم من أن هذه النسبة ارتفعت من 10.8% في عام 2009. كانت تهدف إستراتيجية الحكومة للتنمية الاقتصادية والحد من الفقر للفترة 2013-18 إلى زيادة إمكانية الحصول على الكهرباء لـ 70% من الأسر بحلول عام 2017.
زادت الحكومة من الاستثمار في البنية التحتية للنقل في رواندا منذ الإبادة الجماعية عام 1994، بمساعدة من الولايات المتحدة والاتحاد الأوروبي واليابان وغيرها. يتكون نظام النقل بشكل أساسي من شبكة الطرق، مع الطرق المعبدة بين كيغالي ومعظم المدن والبلدات الرئيسية الأخرى في البلاد. ترتبط رواندا عن طريق البر ببلدان أخرى في مجموعة شرق إفريقيا، وهي أوغندا وتنزانيا وبوروندي وكينيا، بالإضافة إلى مدينتي غوما وبوكافو في شرق الكونغو؛ أهم طريق تجاري في البلاد هو الطريق المؤدي إلى ميناء مومباسا عبر كمبالا ونيروبي، المعروف باسم الممر الشمالي. تمثل الحافلات الصغيرة الشكل الرئيسي لوسائل النقل العام في البلاد، وهي تمثل أكثر من نصف القدرة الاستيعابية للركاب. تعمل بعض الحافلات الصغيرة -ولا سيما في كيغالي- في خدمة غير مجدولة، بموجب نظام سيارات أجرة مشترك، بينما يعمل البعض الآخر وفقًا لجدول زمني، ما يوفر طرقًا سريعة بين المدن الرئيسية. يوجد عدد أقل من الحافلات الكبيرة، التي تعمل في رحلات منتظمة في جميع أنحاء البلاد. السيارة الخاصة الرئيسية المستأجرة هي دراجة نارية أجرة؛ في عام 2013، كان هناك 9609 دراجة نارية تعمل على شكل وسيلة نقل مسجلة في رواندا، مقارنة بـ 579 سيارة تاكسي فقط. تتوفر خدمات الحافلات إلى وجهات مختلفة في البلدان المجاورة. يوجد في البلاد مطار دولي في كيغالي يخدم العديد من الوجهات الدولية، وأكثر الطرق ازدحامًا هي تلك المؤدية إلى نيروبي وعنتيبي؛ هناك طريق محلي واحد بين كيغالي ومطار كاميمبي بالقرب من سيانغوغو. في عام 2017، بدأ البناء في مطار بوجيسيرا الدولي، جنوب كيغالي، والذي سوف يصبح أكبر مطار في البلاد عند افتتاحه، مكملًا لمطار كيغالي الحالي. الناقل الوطني هو الخطوط الجوية الرواندية، وتخدم الدولة سبع شركات طيران أجنبية. اعتبارًا من عام 2015، لا يوجد في البلاد خطوط سكك حديدية، ولكن هناك مشروع قيد التنفيذ، بالاشتراك مع بوروندي وتنزانيا، من أجل مد الخط المركزي التنزاني إلى رواندا؛ وقد دعت البلدان الثلاثة الشركات الخاصة إلى الإعراب عن الاهتمام لتشكيل شراكة بين القطاعين العام والخاص من أجل البرنامج. لا يوجد نقل مائي عام بين المدن الساحلية على بحيرة كيفو -على الرغم من وجود خدمة خاصة محدود- وبدأت الحكومة برنامجًا لتطوير خدمة كاملة. تقوم وزارة البنية التحتية أيضًا بالتحقيق في جدوى ربط رواندا ببحيرة فيكتوريا عن طريق الشحن على نهر أكاجيرا.

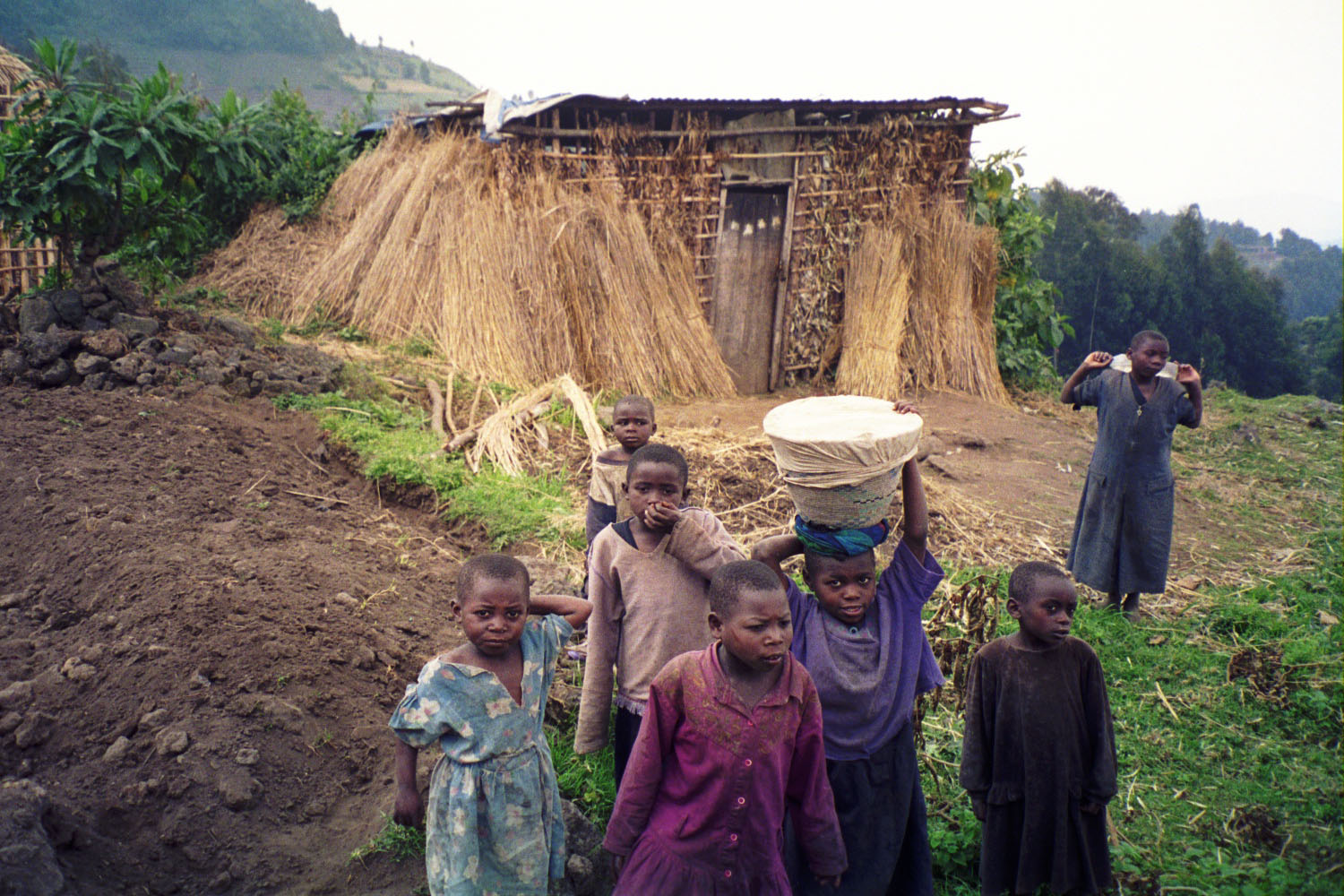
أطفال الريف

## التركيبة السكانية
اعتبارًا من عام 2015، يقدر المعهد الوطني للإحصاء في رواندا عدد سكان رواندا بـ 11,262,564 نسمة. سجل تعداد عام 2012 عدد سكان يبلغ 10515973 نسمة. السكان من الشباب: في تعداد عام 2012، كان 43.3% من السكان في سن 15 عامًا أو أقل، و 53.4% تتراوح أعمارهم بين 16 و 64 عامًا. وفقًا لكتاب حقائق العالم لوكالة المخابرات المركزية الأمريكية، يُقدر معدل المواليد السنوي بـ 40.2 مولودًا لكل 1000 نسمة في عام 2015، ومعدل الوفيات عند 14.9. متوسط العمر المتوقع هو 67.67 سنة (69.27 سنة للإناث و67.11 سنة للذكور)، وتعد رواندا في المركز 26 من أصل 224 دولة ومنطقة كأقل الدول من حيث العمر الوسطي. النسبة الإجمالية بين الجنسين في البلاد هي 95.9 ذكر لكل 100 أنثى.
عند 445 نسمة لكل كيلومتر مربع، تعد الكثافة السكانية في رواندا من بين أعلى المعدلات في إفريقيا. يعتقد المؤرخون مثل جيرارد برونير أن الإبادة الجماعية عام 1994 يمكن أن تُعزى جزئيًا إلى الكثافة السكانية. يحتوي الريف على النسبة الأكبر من عدد السكان، مع عدد قليل من المدن الكبيرة؛ وتنتشر المساكن بالتساوي في جميع أنحاء البلاد. المنطقة الوحيدة ذات الكثافة السكانية المنخفضة في البلاد هي أراضي السافانا في مقاطعة أوموتارا السابقة وحديقة أكاغيرا الوطنية في الشرق. كيغالي هي أكبر مدينة، ويبلغ عدد سكانها نحو مليون نسمة. يتحدى عدد سكانها المتزايد بسرعة تطوير البنية التحتية. وفقًا لتعداد عام 2012، فإن ثاني أكبر مدينة هي جيسيني، والتي تقع بجوار بحيرة كيفو ومدينة غوما الكونغولية، ويبلغ عدد سكانها 126000 نسمة. تشتمل المدن الرئيسية الأخرى على روهينجيري وبوتاري وموهانجا، وكلها يقل عدد سكانها عن 100000 نسمة. ارتفع عدد سكان الحضر من 6% من السكان في عام 1990، إلى 16.6% في عام 2006؛ بحلول عام 2011، ومع ذلك، انخفضت النسبة بشكل طفيف، إلى 14.8%.
كانت رواندا دولة موحدة منذ عصور ما قبل الاستعمار، وينتمي السكان إلى مجموعة ثقافية ولغوية واحدة فقط، هي بانيارواندا؛ وهذا يتناقض مع معظم الدول الأفريقية الحديثة، التي رسمتها القوى الاستعمارية ولا تتوافق مع الحدود العرقية أو ممالك ما قبل الاستعمار. داخل شعب بانيارواندا، هناك ثلاث مجموعات منفصلة، الهوتو والتوتسي والتوا. يقدم كتاب حقائق العالم لوكالة المخابرات المركزية تقديرات بأن الهوتو شكلوا 84% من السكان في عام 2009، والتوتسي 15% وتوا 1%. التوا هم من الأقزام الذين ينحدرون من السكان الأوائل لرواندا، لكن العلماء لا يتفقون على أصول الهوتو والتوتسي والاختلافات بينهم. يؤكد عالم الأنثروبولوجيا جان هيرنو أن التوتسي هم سلالة منفصلة، مع ميل نحو «الرؤوس والوجوه والأنوف الطويلة والضيقة». في رواندا ما قبل الاستعمار، كان التوتسي هم الطبقة الحاكمة، ومنهم الملوك وأغلبية الرؤساء، بينما الهوتو كانوا من الفلاحين. لا تشجع الحكومة الحالية التمييز بين الهوتو والتوتسي والتوا، وقد أزالت هذا التصنيف من بطاقات الهوية. كان تعداد عام 2002 هو الأول منذ عام 1933 والذي لم يصنف سكان رواندا إلى ثلاث مجموعات.

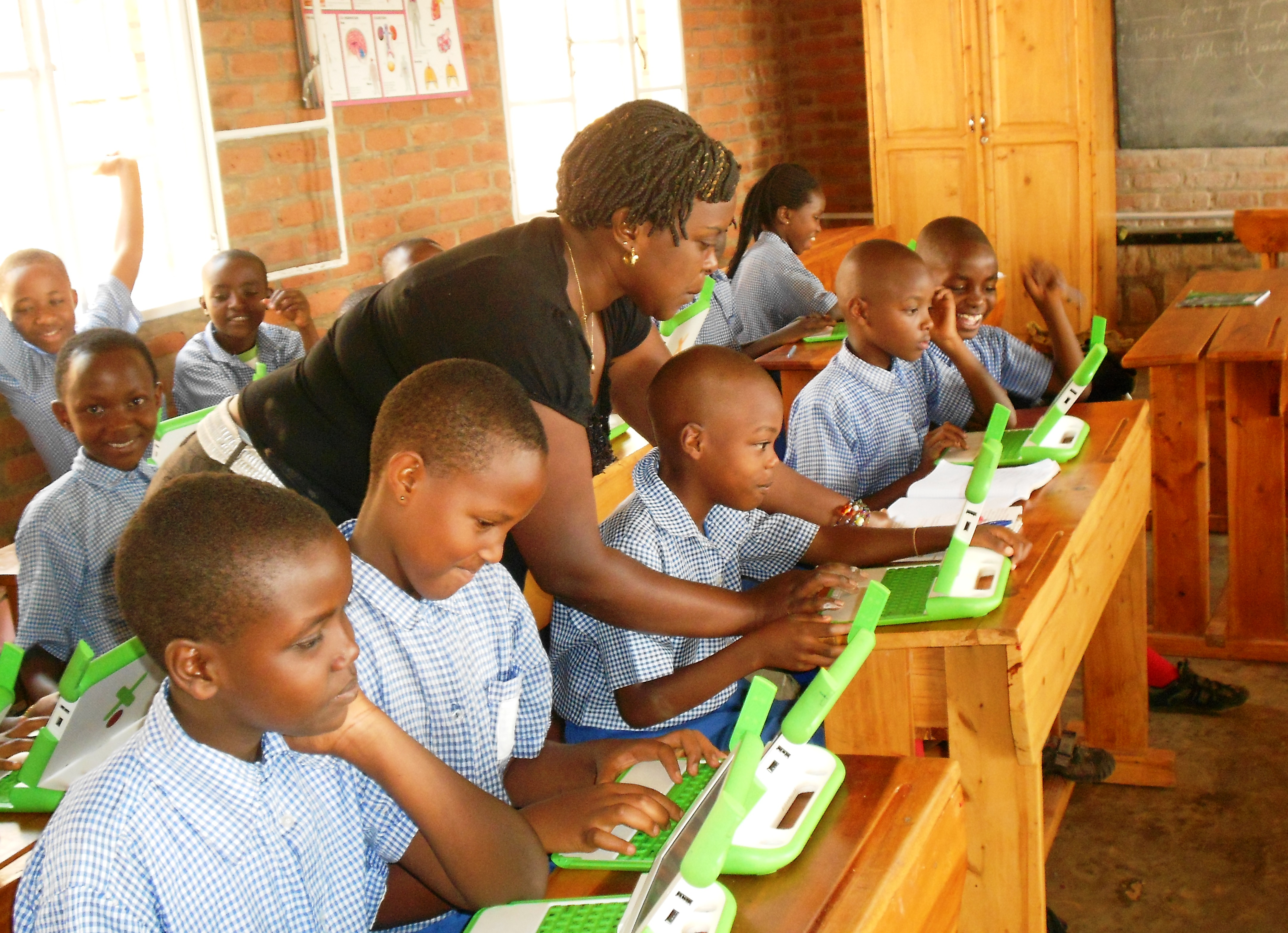
أطفال في مدرسة ابتدائية رواندية يستخدمون أجهزة الكمبيوتر المحمولة التي يوفرها برنامج «كمبيوتر محمول لكل طفل».

### التعليم
قبل عام 2012، قدمت الحكومة الرواندية التعليم المجاني في المدارس التي تديرها الدولة لمدة تسع سنوات: ست سنوات في المرحلة الابتدائية وثلاث سنوات بعد برنامج ثانوي مشترك. في عام 2012، بدأ هذا في التوسع إلى 12 عامًا. تشير دراسة أجريت عام 2015 إلى أنه في حين أن معدلات الالتحاق بالمدارس الابتدائية «قريبة الانتشار»، فإن معدلات إتمام الدراسة منخفضة ومعدلات الرسوب مرتفعة. بينما يكون التعليم بدون رسوم، هناك توقع بأن الآباء يجب أن يساهموا في تكلفة تعليم أطفالهم من خلال تزويدهم بالمواد، ودعم تطوير المعلمين والمساهمة في بناء المدرسة. وطبقًا للحكومة، فإن هذه التكاليف لا ينبغي أن تكون أساسًا لاستبعاد الأطفال من التعليم. هناك العديد من المدارس الخاصة في جميع أنحاء البلاد، تدير الكنيسة بعضًا منها، وتتبع نفس المنهج لكنها تفرض رسومًا. من عام 1994 حتى عام 2009، درّس التعليم الثانوي باللغتين الفرنسية أو الإنجليزية؛ بسبب العلاقات المتزايدة للبلاد مع جماعة شرق إفريقيا والكومنولث، تقدم مناهج اللغة الإنجليزية فقط الآن. يوجد في البلاد عدد من مؤسسات التعليم العالي. في عام 2013، أنشئت جامعة رواندا العامة (يو آر) من اندماج جامعة رواندا الوطنية السابقة ومؤسسات التعليم العالي العامة الأخرى في البلاد. في عام 2013، كان إجمالي معدل الالتحاق بالتعليم العالي في رواندا 7.9%، من 3.6% في عام 2006. بلغ معدل الإلمام بالقراءة والكتابة في البلاد، والمُعرَّف بأولئك الذين تبلغ أعمارهم 15 عامًا أو أكثر والذين يمكنهم القراءة والكتابة، 71% في عام 2009، ارتفاعًا من 38% في عام 1978 و 58% في عام 1991.

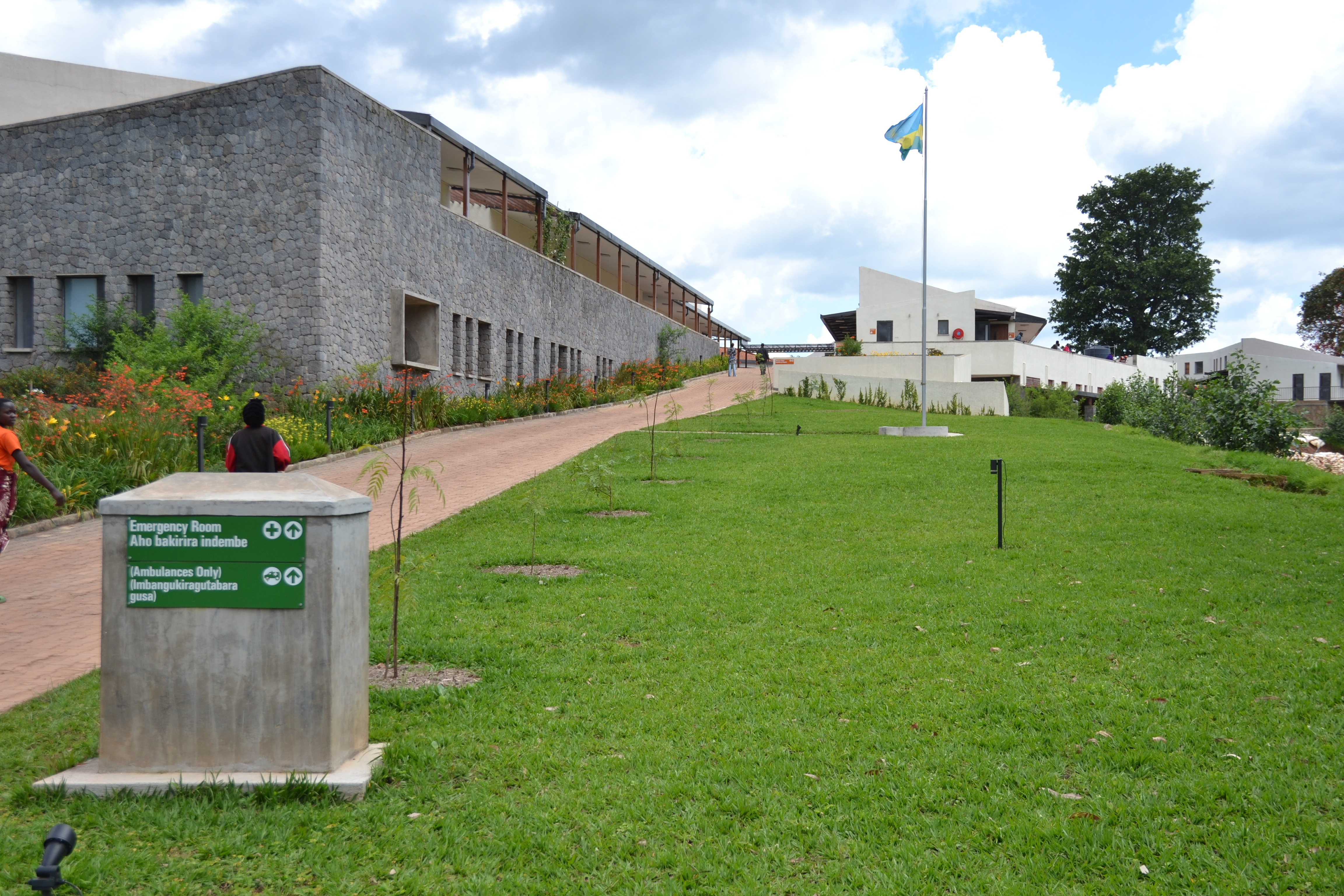
مستشفى بوتارو في بوريرا، المقاطعة الشمالية

### الصحة
تاريخيًا، كانت جودة الرعاية الصحية في رواندا منخفضة للغاية، سواء قبل الإبادة الجماعية عام 1994 وبعدها مباشرة. في عام 1998، مات أكثر من طفل من بين كل خمسة أطفال قبل بلوغهم سن الخامسة، غالبًا بسبب الملاريا.
جعل الرئيس كاغامه الرعاية الصحية إحدى أولويات برنامج تطوير الرؤية 2020، عزز الإنفاق على الرعاية الصحية إلى 6.5% من الناتج المحلي الإجمالي للبلاد في عام 2013، مقارنة بـ 1.9% في عام 1996. قامت الحكومة بتفويض تمويل وإدارة الرعاية الصحية للمجتمعات المحلية، من خلال نظام من مقدمي التأمين الصحي يسمى التأمين الصحي المتبادل. جرب هذا النظام في عام 1999، وأتيح على الصعيد الوطني بحلول منتصف العقد الأول من القرن الحادي والعشرين، بمساعدة شركاء التنمية الدوليين. كانت أقساط التأمين بموجب الخطة مبدئيًا 2 دولار أمريكي سنويًا؛ منذ عام 2011، تباينت النسبة على مقياس متدرج، إذ لم يدفع الفقراء شيئًا، وارتفع الحد الأقصى لأقساط التأمين إلى 8 دولارات أمريكية لكل شخص بالغ. اعتبارًا من عام 2014، تمت تغطية أكثر من 90% من السكان بالمخطط. وأنشأت الحكومة معاهد تدريب بما في ذلك معهد كيغالي الصحي (كيه إتش آي)، الذي تأسس في عام 1997 وهو الآن جزء من جامعة رواندا. في عام 2005، أطلق الرئيس كاغامه أيضًا برنامجًا يُعرف باسم مبادرة الملاريا الرئاسية. هدفت هذه المبادرة إلى المساعدة في الحصول على معظم المواد الضرورية للوقاية من الملاريا في معظم المناطق الريفية في رواندا، مثل الناموسيات والأدوية.
شهدت رواندا في السنوات الأخيرة تحسنًا في عدد من المؤشرات الصحية الرئيسية. بين عامي 2005 و 2013، ارتفع متوسط العمر المتوقع من 55.2 إلى 64.0، وانخفض معدل وفيات الأطفال دون سن الخامسة من 106.4 إلى 52.0 لكل 1000 مولود حي، وانخفض معدل الإصابة بالسل من 101 إلى 69 لكل 100000 شخص. استشهدت وسائل الإعلام الدولية والجمعيات الخيرية بالتقدم الذي أحرزته البلاد في مجال الرعاية الصحية. كرست مجلة ذي أتلانتك مقالًا بعنوان «التعافي الصحي التاريخي في رواندا». وصفت منظمة شركاء في الصحة المكاسب الصحية «من بين أكثر المكاسب دراماتيكية التي شهدها العالم في الخمسين عامًا الماضية».
على الرغم من هذه التحسينات، لكن مازالت الأمراض المعدية تسيطر على الوضع الصحي في البلاد، ووصفت الوكالة الأمريكية للتنمية الدولية «تحديات صحية كبيرة»، بما في ذلك معدل وفيات الأمهات، والتي تصفه بأنه «مرتفع بشكل غير مقبول»، وكذلك وباء فيروس نقص المناعة البشرية / الإيدز المستمر. وفقًا للمراكز الأمريكية لمكافحة الأمراض والوقاية منها، يُنصح المسافرون إلى رواندا بشدة بتناول الأدوية الوقائية من الملاريا وكذلك التأكد من مواكبة اللقاحات مثل الحمى الصفراء.
تعاني رواندا أيضًا من نقص في المهنيين الطبيين، إذ يوجد 0.84 فقط من الأطباء والممرضات والقابلات لكل 1000 من السكان. يراقب برنامج الأمم المتحدة الإنمائي التقدم الصحي في البلاد نحو الأهداف الإنمائية للألفية 4-6، والتي تتعلق بالرعاية الصحية. أشار تقرير صادر عن برنامج الأمم المتحدة الإنمائي في منتصف عام 2015 إلى أن البلد لم يكن على وشك تحقيق الهدف 4 المتعلق بوفيات الأطفال، على الرغم من انخفاضه كثيرًا؛ يحرز البلد «تقدمًا جيدًا» نحو الهدف 5، وهو التخفيض بمقدار ثلاثة أرباع معدل وفيات الأمهات، بينما لم يتم تحقيق الهدف 6 بعد لأن انتشار فيروس نقص المناعة البشرية لم يبدأ في الانخفاض. 

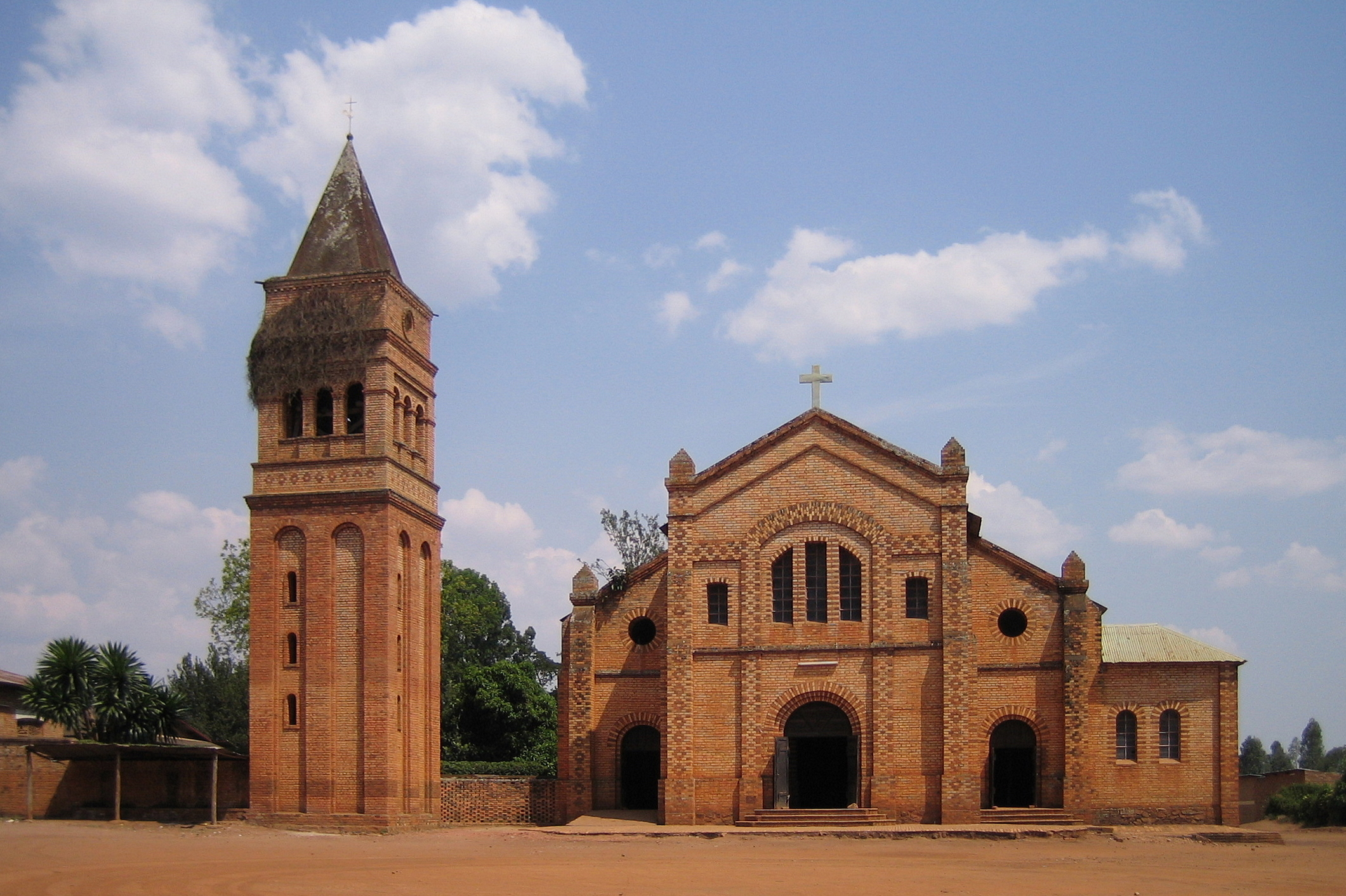
الكنيسة الرومانية الكاثوليكية في رواماجانا

### الدين
أكبر ديانة في رواندا هي الكاثوليكية الرومانية، ولكن كانت هناك تغييرات كبيرة في التركيبة السكانية الدينية للبلاد منذ الإبادة الجماعية، مع العديد من التحويلات إلى المسيحية الإنجيلية، وإلى الإسلام بدرجة أقل. وفقًا لتعداد عام 2012، مثل الروم الكاثوليك 43.7% من السكان، والبروتستانت (باستثناء السبتيين) 37.7%، والسبتيين 11.8%، والمسلمين 2.0%؛ قال 0.2% إنهم لا دينيين و 1.3% ملحدين.
وبحسب تقارير وتقديرات صحفية فقد تزايد عدد المسلمين في رواندا ليصل إلى حوالي 10 %؜ من السكان نتيجة اعتناق الكثير من الروانديين الدين الإسلامي بعد عمليات التطهير العرقي وذلك لأسباب تتعلق ببعد الأقلية المسلمة عن هذه الأعمال ودور الكنيسة السلبي خلال هذه الفترة.
يحتفظ الدين التقليدي ببعض النفوذ، على الرغم من اتباعه رسميًا من قبل 0.1 % فقط من السكان. ينظر العديد من الروانديين إلى الإله المسيحي على أنه مرادف للإله الرواندي التقليدي إيمان.

### اللغات
اللغة الرئيسية للبلاد هي كينيارواندا، التي يتحدث بها جميع الروانديين تقريبًا. كانت اللغات الأوروبية الرئيسية خلال الحقبة الاستعمارية هي الألمانية، على الرغم من أنها لم تُدرس أو تُستخدم على نطاق واسع، ثم الفرنسية، التي أدخلتها بلجيكا منذ عام 1916 وبقيت لغة رسمية واسعة الانتشار بعد الاستقلال في عام 1962. تحدث الناس باللغة الهولندية أيضًا. أضافت عودة اللاجئين الروانديين الناطقين بالإنجليزية في التسعينيات بعدًا جديدًا للتنوع اللغوي للبلاد. الكينيارواندية والإنجليزية والفرنسية والسواحيلية كلها لغات رسمية. كينيارواندا هي اللغة الوطنية بينما اللغة الإنجليزية هي الوسيلة الأساسية للتعليم في التعليم الثانوي والعالي. السواحيلية، اللغة المشتركة لجماعة شرق إفريقيا، يتحدث بها البعض أيضًا كلغة ثانية، ولا سيما اللاجئين العائدين من أوغندا وكينيا وتنزانيا وجمهورية الكونغو الديمقراطية، وأولئك الذين يعيشون على طول الحدود مع جمهورية الكونغو الديمقراطية. في عام 2015، أدخلت اللغة السواحيلية كمادة إلزامية في المدارس الثانوية. سكان جزيرة نكومبو في رواندا يتحدثون لغة الماشي، وهي لغة ترتبط ارتباطًا وثيقًا بالكينيارواندية.

### المثلية الجنسية في رواندا
تعد المثلية الجنسية عمومًا موضوعًا محظورًا، ولا توجد مناقشة عامة مهمة لهذه القضية في أي منطقة من البلاد.
النشاط الجنسي من نفس الجنس قانوني في رواندا، وقد أعرب بعض المسؤولين الحكوميين على مستوى مجلس الوزراء عن دعمهم لحقوق المثليات والمثليين ومزدوجي الميل الجنسي ومغايري الهوية الجنسانية. ومع ذلك، لا تعترف رواندا بالزواج من نفس الجنس أو الزيجات المدنية.

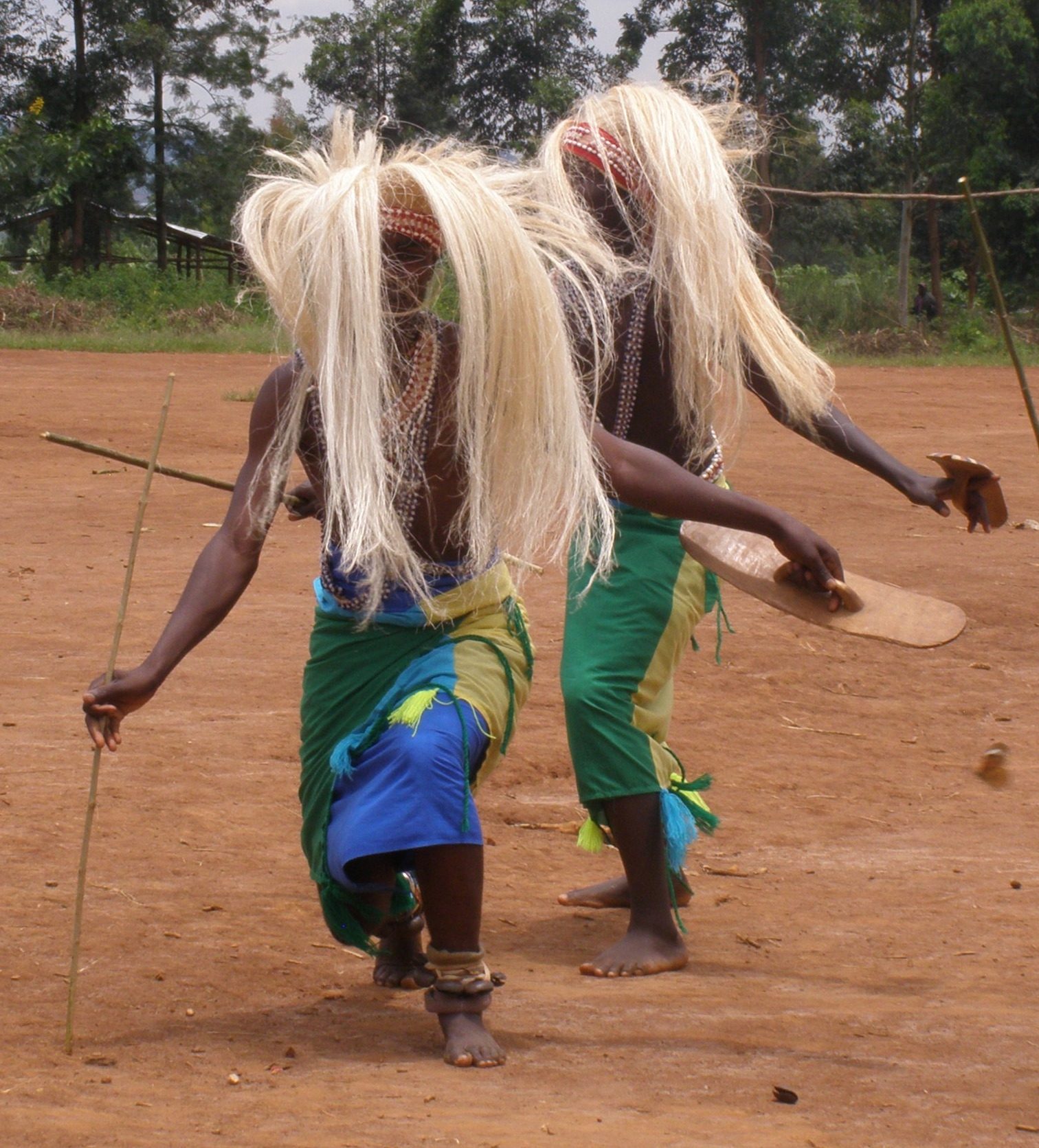
الراقصات الرواندية التقليدية إنتوري

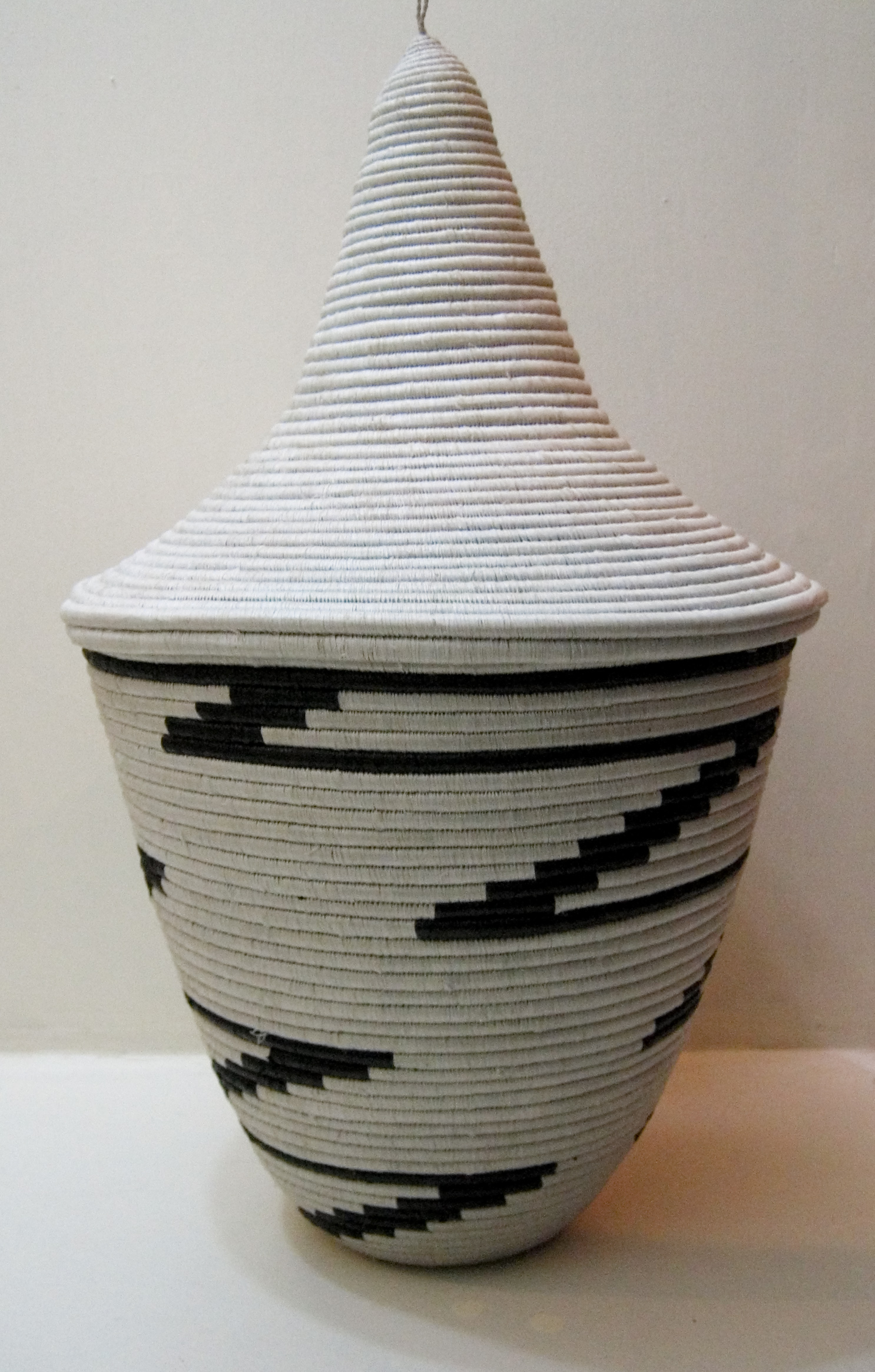
سلة أغاسكي الرواندية المنسوجة

## الثقافة
تعد الموسيقى والرقص جزءًا لا يتجزأ من الاحتفالات والمهرجانات والتجمعات ورواية القصص الرواندية. أشهر الرقصات التقليدية هو روتين يتألف من ثلاثة مكونات: أوموشاغيريرو، أو رقصة البقر، تؤديها النساء؛ إنتوري -أو رقصة الأبطال- التي يؤديها الرجال؛ يؤديها رجال على طبول تعرف باسم إينغوما. أشهر فرقة رقص هي فرقة الباليه الوطنية. أسسها الرئيس هابياريمانا في عام 1974، وتؤدي على الصعيدين الوطني والدولي. تقليديًا، تنقل الموسيقى شفهيًا، مع اختلاف الأنماط بين المجموعات الاجتماعية. تعد الطبول ذات أهمية كبيرة. كان الطبالون الملكيون يتمتعون بمكانة عالية داخل بلاط الملك (موامي). يعزف الطبالون معًا في مجموعات بأحجام مختلفة، يتراوح عددهم عادةً بين سبعة وتسعة. تتمتع البلاد بصناعة موسيقية شعبية متنامية، متأثرة بالموسيقى الأفريقية والبحيرات الكبرى والكونغولية والأمريكية. النوع الأكثر شعبية هو الهيب هوب، مع مزيج من الرقص، والراب، والراجا، والـ آر & بي (ريذم آند بلوز)، والبوب.
تنتج الفنون والحرف التقليدية في جميع أنحاء البلاد، على الرغم من أن معظمها نشأ كعناصر وظيفية وليس للزينة فقط. السلال والأوعية المنسوجة شائعة خصوصًا، ولا سيما نمط سلة أغاسيكي. أنتج إميغونغو، وهو فن فريد من نوعه من روث البقر، في جنوب شرق رواندا، ويعود تاريخه إلى عندما كانت المنطقة جزءًا من مملكة غيساكا المستقلة. يُخلط الروث بالتربة الطبيعية بألوان مختلفة ويرسم بحواف منقوشة من أجل صنع أشكال هندسية. تشمل الحرف الأخرى الفخار ونحت الخشب. تستفيد أنماط الإسكان التقليدية من المواد المتاحة محليًا؛ المنازل الطينية الدائرية أو المستطيلة ذات الأسقف المصنوعة من القش (المعروفة باسم نياكاتسي) هي الأكثر شيوعًا. بدأت الحكومة برنامجًا لاستبدالها بمواد أكثر حداثة مثل الحديد المموج.
ليس لرواندا تاريخ طويل من الأدب المكتوب، ولكن هناك تقليد شفوي قوي يتراوح من الشعر إلى القصص الشعبية. جرى تناقل العديد من القيم الأخلاقية للبلاد وتفاصيل التاريخ عبر الأجيال. أشهر شخصية أدبية رواندية كانت ألكسيس كاغامه (1912-1981)، الذي أجرى ونشر أبحاثًا في التقاليد الشفوية بالإضافة إلى كتابة شعره الخاص. أدت الإبادة الجماعية في رواندا إلى ظهور أدبيات لروايات الشهود والمقالات والخيال من قبل جيل جديد من الكتاب مثل بنجامين سيهيني. أنتج عدد من الأفلام حول الإبادة الجماعية في رواندا، بما في ذلك فندق رواندا المرشح لجائزة غولدن غلوب، 100 يوم، ومصافحة الشيطان، وأحيانًا في أبريل، وشوتينغ دوغز، صورت الأربعة أفلام الأخيرة في رواندا وتضمنت ناجين كأعضاء فريق التمثيل.
يحتفل بأربعة عشر عطلة وطنية منتظمة على مدار العام، مع إدراجها في بعض الأحيان من قبل الحكومة. حدد الأسبوع الذي يلي يوم ذكرى الإبادة الجماعية في 7 أبريل كأسبوع حداد رسمي. يحتفل بانتصار الجبهة الوطنية الرواندية على المتطرفين الهوتو بيوم التحرير في 4 يوليو. السبت الأخير من كل شهر هو أوموغندا، وهو صباح وطني لخدمة المجتمع الإلزامية يستمر من الساعة 8 صباحًا حتى 11 صباحًا، إذ يُتوقع من جميع الأشخاص الأصحاء الذين تتراوح أعمارهم بين 18 و65 عامًا القيام بمهام مجتمعية مثل تنظيف الشوارع أو بناء المنازل للمحتاجين الناس. تُغلق معظم الخدمات العادية أثناء أوموغندا، كما أن وسائل النقل العام تكون محدودة.

### الأطباق التقليدية
يعتمد مطبخ رواندا على الأطعمة الأساسية المحلية التي تنتجها زراعة الكفاف مثل الموز (المعروف باسم إبيتوك) والبقول والبطاطا الحلوة والفاصوليا والكسافا (المنيهوت). كثير من الروانديين لا يأكلون اللحوم أكثر من بضع مرات في الشهر. بالنسبة لأولئك الذين يعيشون بالقرب من البحيرات ولديهم إمكانية الوصول إلى الأسماك، فإن البلطي شائع. تحظى البطاطس، التي يُعتقد أن المستعمرين الألمان والبلجيكيين قد أدخلوها إلى رواند بشعبية كبيرة. الأوغالي، المعروف محليًا باسم أوبوغاري (أو أوموتسيما) شائع، وهو عبارة عن عجينة مصنوعة من الكسافا أو الذرة والماء لتشكيل قوام شبيه بالعصيدة يتناول في جميع أنحاء منطقة البحيرات الأفريقية الكبرى. يتكون إسومبي من أوراق الكسافا المهروسة ويقدم مع الأسماك المجففة. عادة ما يكون الغداء عبارة عن بوفيه يُعرف باسم ميلانغي، ويتكون من المواد الغذائية المذكورة أعلاه وأحيانًا اللحوم. البروشيت هو الطعام الأكثر شيوعًا عند تناول الطعام في الخارج في المساء، وعادة ما يكون مصنوعًا من الماعز ولكن في بعض الأحيان يتكون من الكرشة أو اللحم البقري أو السمك. في المناطق الريفية، يوجد في العديد من الحانات التي تقدم البروشيت والتي تكون مسؤولة عن رعاية الماعز وذبحها، وشوي اللحوم، وتقديمها مع الموز المشوي. يعد الحليب، وخاصة في شكل زبادي مخمر يسمى إيكيفوغوتو، مشروبًا شائعًا في جميع أنحاء البلاد. تشمل المشروبات الأخرى بيرة تقليدية تسمى إيكيجي مصنوعة من الذرة الرفيعة وأورواغوا، المصنوعة من الموز، والتي تتميز بالطقوس والاحتفالات التقليدية. الشركة المصنعة للمشروبات الرئيسية في رواندا هي براليروا، التي تأسست في الخمسينيات من القرن الماضي، وهي شريك هاينيكن، وهي الآن مدرجة في البورصة الرواندية. تصنع براليروا منتجات المشروبات الغازية من شركة كوكا-كولا، بموجب ترخيص، بما في ذلك كوكا-كولا، وفانتا، وسبرايت ومجموعة من البيرة بما في ذلك بريموس وموتزيغ وأمستيل وتوربو كينغ. في عام 2009، افتتح مصنع جديد للجعة (براسيريس لميلي كولينس، اختصارًا: بي إم سي)، لتصنيع بيرة سكول ونسخة محلية تُعرف باسم سكول غاتانو؛ أصبحت بي إم سي الآن مملوكة لشركة أونيبرا البلجيكية. تعمل مصانع الجعة في شرق إفريقيا أيضًا في البلاد، إذ تستورد غينيس وتوسكر وبيل، بالإضافة إلى الويسكي والمشروبات الروحية.

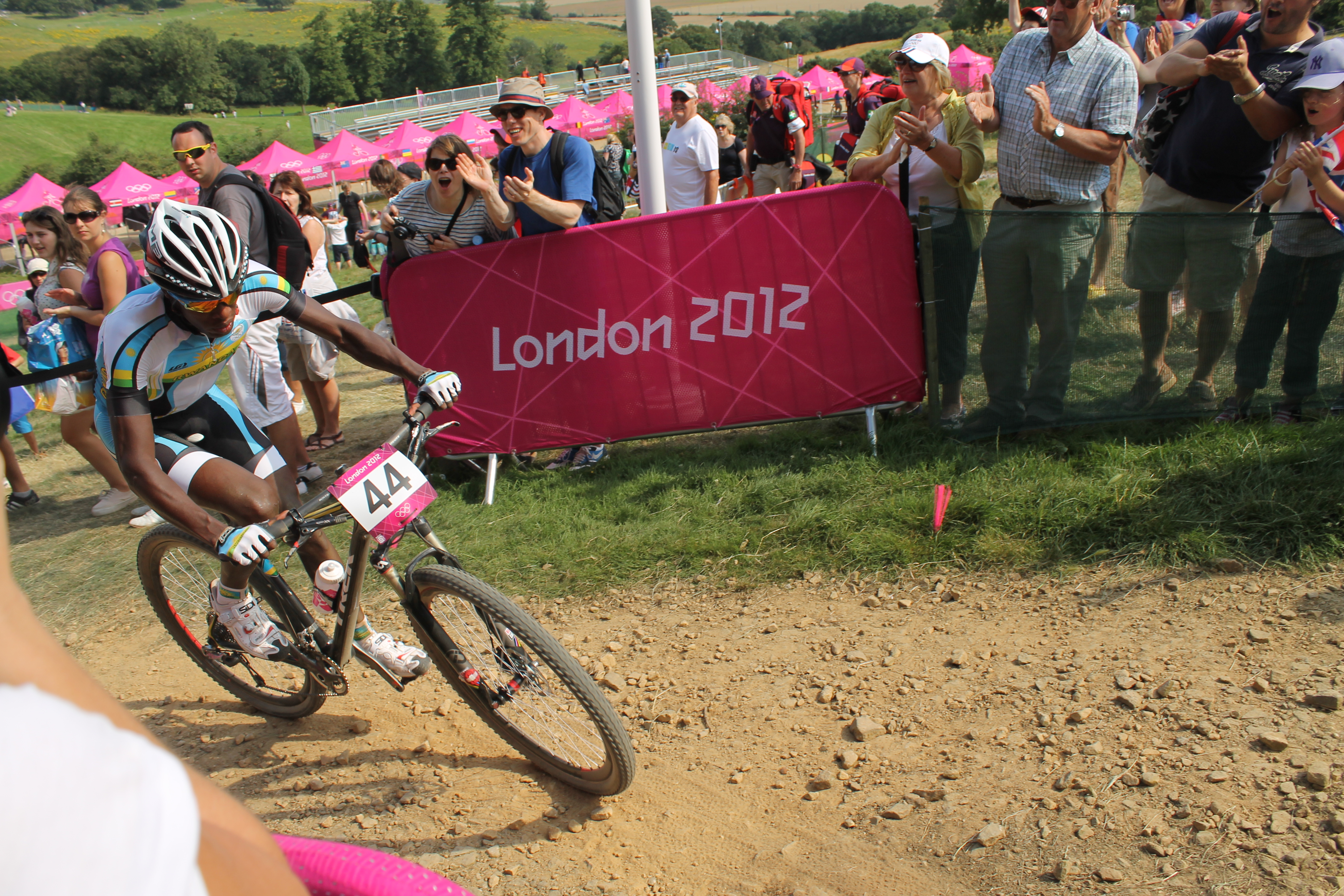
أدريان نيونشوتي، أحد أشهر الأشخاص في رواندا، يتنافس في حدث ركوب الدراجات الجبلية عبر البلاد في دورة الألعاب الأولمبية الصيفية لعام 2012

### الرياضة
تروج الحكومة الرواندية من خلال سياسة تطوير الرياضة، للرياضة باعتبارها وسيلة قوية «للتنمية وبناء السلام»، وقد التزمت الحكومة بتعزيز استخدام الرياضة لمجموعة متنوعة من أهداف التنمية، بما في ذلك التعليم. تعد كرة القدم أكثر الرياضات شعبية في رواندا بالإضافة إلى الكرة الطائرة وكرة السلة وألعاب القوى والرياضات البارالمبية. تزايدت شعبية لعبة الكريكيت، نتيجة عودة اللاجئين من كينيا، حيث تعلموا ممارسة اللعبة. ركوب الدراجات، الذي يُنظر إليه تقليديًا على أنه وسيلة مواصلات في رواندا، تزداد شعبيته أيضًا كرياضة؛ وكان فريق رواندا موضوع كتاب، أرض الفرص الثانية: الصعود المستحيل لفريق ركوب الدراجات في رواندا وفيلم، النهوض من الرماد.
يتنافس الروانديون في الألعاب الأولمبية منذ عام 1984، والألعاب البارالمبية منذ عام 2004. أرسلت الدولة سبعة متنافسين إلى دورة الألعاب الأولمبية الصيفية لعام 2012 في لندن، يمثلونها في ألعاب القوى والسباحة وركوب الدراجات في الجبال والجودو، و15 متنافسًا إلى أولمبياد لندن الصيفية للمعاقين للتنافس في ألعاب القوى ورفع الأثقال والكرة الطائرة. شاركت الدولة أيضًا في ألعاب الكومنولث منذ انضمامها إلى الكومنولث في عام 2009. نما المنتخب الوطني لكرة السلة في البلاد منذ منتصف العقد الأول من القرن الحادي والعشرين، إذ تأهل فريق الرجال للمراحل النهائية من بطولة إفريقيا لكرة السلة أربع مرات متتالية منذ عام 2007. عرضت الدولة دون جدوى لاستضافة بطولة 2013. ظهر منتخب رواندا في كأس الأمم الأفريقية مرة واحدة، في نسخة 2004 من البطولة، لكنه فشل بفارق ضئيل في التقدم إلى ما بعد مراحل المجموعة. فشل الفريق في التأهل إلى البطولة منذ ذلك الحين، ولم يتأهل أبدًا لكأس العالم. أعلى مسابقة محلية لكرة القدم في رواندا هي الرابطة الوطنية الرواندية لكرة القدم؛ اعتبارًا من عام 2015، الفريق المهيمن هو أيه بي آر من كيغالي، بعد أن فاز في 13 بطولة من آخر 17 بطولة. تشارك الأندية الرواندية في كأس كاغامي لفرق وسط وشرق إفريقيا، برعاية الرئيس كاغامي منذ عام 2002.

## العطلات الرسمية
- 1 يوليو : عيد الأستقلال
- 4 يوليو : عيد التحرير